# Episodi di The Seven Deadly Sins - Nanatsu no taizai
Questa è la lista degli episodi di The Seven Deadly Sins, serie televisiva anime tratta dall'omonimo manga di Nakaba Suzuki, annunciata su Weekly Shōnen Magazine, è stata prodotta da A-1 Pictures con la regia di Tensai Okamura ed è andata in onda dal 5 ottobre 2014 al 29 marzo 2015. In Italia è stata resa disponibile su Netflix dal 1º novembre 2015.
Tra il 28 agosto e il 18 settembre 2016 è stata trasmessa una mini-serie di 4 episodi intitolata The Seven Deadly Sins: Signs of Holy War (七つの大罪 聖戦の予兆?, Nanatsu no taizai: seisen no shirushi, lett. "I sette peccati capitali: presagi di una guerra santa"), che costituisce il ponte tra prima e seconda stagione, ed è resa disponibile in Italia anch'essa tramite Netflix dal 17 febbraio 2017.
Tra il 6 gennaio e il 16 novembre 2018 è stata trasmessa la seconda stagione, The Seven Deadly Sins: Revival of The Commandments (七つの大罪 戒めの復活?, Nanatsu no Taizai Imashime no Fukkatsu, lett. "I sette peccati capitali: la rinascita dei comandamenti"). In Italia è stata resa disponibile su Netflix dal 15 ottobre 2018.
Dal 9 ottobre 2019 viene trasmessa la terza, The Seven Deadly Sins: Wrath of the Gods (七つの大罪 神々の逆鱗?, Nanatsu no Taizai: Kamigami no Gekirin, lett. "I sette peccati capitali: l'ira degli dèi"). In Italia è stata resa disponibile su Netflix dal 6 agosto 2020.
Dal 13 gennaio 2021 viene trasmessa la quarta e ultima stagione, The Seven Deadly Sins: Dragon's Judgement (七つの大罪 憤怒の審判?,  Nanatsu no Taizai: Fundo no Shinpan, lett. "I sette peccati capitali: il giudizio dell'ira"). In Italia i primi 12 episodi sono stati resi disponibili su Netflix dal 28 giugno 2021. Gli ultimi 12 sono pubblicati sulla piattaforma il 23 settembre 2021.

## Lista degli episodi

### The Seven Deadly Sins
| Nº | Titolo italiano Giapponese 「Kanji」 - Rōmaji | Prima visione    | Prima visione    |
| Nº | Titolo italiano Giapponese 「Kanji」 - Rōmaji | Giapponese       | Italiano         |
| 1  | I Sette Peccati Capitali 「七つの大罪」 - Nanatsu no taizai | 5 ottobre 2014   | 1º novembre 2015 |
| 1  | Un apparentemente giovane proprietario della taverna Boar Hat e il suo maiale parlante Hawk incontrano un cavaliere coperto di ruggine che allontana i loro clienti, che presumono che la figura sia uno dei Sette Peccati Capitali. Il cavaliere poi crolla, rivelandosi solo una giovane donna di nome Elizabeth, che sta cercando i Sette Peccati Capitali, il più forte degli ordini di Cavalieri Sacri del Regno di Liones che sono stati bollati come criminali ricercati per aver presumibilmente tradito il regno dieci anni prima. Il proprietario della taverna aiuta Elizabeth a sfuggire all'unità dei Cavalieri Sacri che la cercava, scoprendo che i Cavalieri Sacri hanno organizzato un colpo di stato e hanno preso il controllo di Liones. Il leader dell'unità, Twigo, conferma che Elizabeth è la terza principessa dei Liones, mentre il proprietario della taverna si presenta come Meliodas, il capitano dei 7 Peccati Capitali e portatore del Peccato d'Ira. Meliodas sconfigge rapidamente Twigo prima che lui ed Elizabeth fuggano sulla madre di Hawk. |                  |                  |
| 2  | La spada del Cavaliere Sacro 「聖騎士の剣」 - Seikishi no ken | 12 ottobre 2014  | 1º novembre 2015 |
| 2  | Meliodas accetta di aiutare Elizabeth poiché sta cercando gli altri Peccati Capitali per alcuni affari in sospeso, dandole un nuovo vestito per lavorare come cameriera per i loro viaggi. Il gruppo si stabilì presto nel villaggio di Vanya, famoso per la sua deliziosa birra, apprendendo che un Cavaliere Sacro aveva piantato la sua spada per tagliare magicamente l'approvvigionamento idrico in risposta a un ragazzo di nome Mead che si era offeso per il cavaliere che mancava di rispetto al duro lavoro degli abitanti del villaggio. Nonostante gli inutili sforzi degli abitanti del villaggio, Meliodas rimuove facilmente la spada come solo un Cavaliere Sacro può fare e viene acclamato come un eroe mentre gli abitanti del villaggio festeggiano con il Boar Hat. A Fort Solgales, i Cavalieri Sacri informano il loro capo Gilthunder della rimozione della sua spada. Gilthunder lancia una lancia intrisa del suo potere per determinare se si trattava di Meliodas, ricevendo la sua conferma quando Meliodas percepisce la lancia e la reindirizza verso la fortezza, quasi distruggendola e mancando di poco la testa di Gillthunder per pochi centimetri. Meliodas decide di lasciare Vanya per proteggere gli abitanti del villaggio da ulteriori danni e dirigersi verso la Foresta di Bianco Sogno, supponendo che uno dei suoi compagni si nasconda lì. |                  |                  |
| 3  | La peccatrice della foresta dormiente 「眠れる森の罪」 - Nemureru mori no tsumi | 19 ottobre 2014  | 1º novembre 2015 |
| 3  | Il gruppo di Meliodas arriva alla Foresta di Bianco Sogno, una foresta nebbiosa e fitta dove anche i Cavalieri Sacri evitano. Incontrano i folletti burloni che tentano di confondere i viaggiatori creando copie dei loro compagni, costringendoli a fuggire verso una gigantessa addormentata che svegliano. Meliodas rivela che il gigante è Diane, il membro dei Sette Peccati Capitali che possiede il Peccato d'Invidia del Serpente, che prende brevemente a pugni il suo capitano in preda a una rabbia gelosa dopo aver visto Elizabeth. La riunione a sorpresa viene interrotta quando arriva Gilthunder, Elizabeth lo riconosce come il suo amico d'infanzia prima di apprendere delle sue azioni in Vanya. Gilthunder spiega che cerca di vendicare suo padre, il gran maestro dei Cavalieri Sacri Zaratras che si dice sia stato ucciso dai 7 Peccati Capitali, Meliodas, nonostante non ricordi molto di quel fatidico giorno, cerca di spiegare, ma Gilthunder si rifiuta di ascoltare mentre lui e Meliodas si impegnano in battaglia. Dopo un'accesa battaglia, Glthunder supera in astuzia Meliodas e riesce a infliggergli una ferita mortale, solo per essere ingannato nel rivelare dove si trovano gli altri membri dei 7 Peccati Capitali che portano i peccati di avidità e Accidia con quest'ultimo che si dice sia morto. |                  |                  |
| 4  | Il sogno di una fanciulla 「少女の夢」 - Shōjo no yume | 26 ottobre 2014  | 1º novembre 2015 |
| 4  | Diane getta Gilthunder fuori dalla foresta e si unisce a Meliodas per recuperare il loro compagno Ban, portatore del Peccato dell'Avidità, dalla prigione di Baste, che è sotto la giurisdizione dell'unità Weird Fangs dei Cavalieri Sacri. Tuttavia, Meliodas collassa improvvisamente a causa della sua ferita, costringendo il gruppo a fermarsi nella vicina Dalmary Town in modo che possa essere curato dal medico residente Dana, sia Diane che Elizabeth esprimono la loro invidia verso l'altra per come possono aiutare al meglio Meliodas mentre la prima decide di dirigersi verso la prigione. Ben presto si ritrovano ad attaccare uno sciame di insetti velenosi guidati dalla Freezer delle Zanne Strane. Nonostante la sua paura irrazionale degli insetti, Diane supera la sua paura per eliminare da sola lo sciame e dirigersi verso la prigione di Baste. Elizabeth va a controllare Meliodas e scopre che è stato avvelenato da Dana sotto il comando forzato di Golgius di Weird Fangs, che è venuto a recuperarla e prendere la spada di Meliodas. Quando lo prende con successo, Meliodas si sveglia improvvisamente. Alla prigione di Baste, Ban evade dalla sua cella quando sente parlare di Meliodas. |                  |                  |
| 5  | Anche se tu dovessi morire 「たとえあなたが死んでも」 - Tatoe anata ga shindemo | 2 novembre 2014  | 1º novembre 2015 |
| 5  | Golgius fugge dopo che Meliodas lancia uno sguardo oscuro e minaccioso, procedendo a sopraffare Meliodas con il suo potere dell'invisibilità mentre ferisce mortalmente Dana per nascondere il suo coinvolgimento nel rapimento di sua figlia Sennett da parte dei Weird Fangs per costringerlo ad aiutarli. Meliodas riesce a superare in astuzia Golgius, che fugge a cavallo prima di rivelare perché ha tentato di rubare la spada di Meliodas. Elizabeth versa lacrime su Dana, con Meliodas che la incoraggia a non vacillare, prima che lei e gli altri si imbattano in Diane sulla strada per la prigione di Baste, scoprendo che è caduta sotto l'ipnosi della Rovina delle Zanne Strane. Nel caos, anche Meliodas viene sottoposto quando lui ed Elizabeth si imbattono in due pastori. Nel frattempo, dopo aver tentato di provare l'abbigliamento dell'apprendista Cavaliere Sacro Jericho, Ban viene pugnalato al petto da Jude delle Zanne Strane mentre serviva al suo scopo come esca. |                  |                  |
| 6  | Canto d'inizio 「はじまりの詩」 - Hajimari no uta | 9 novembre 2014  | 1º novembre 2015 |
| 6  | Mentre Meliodas e Diane combattono ancora l'una contro l'altra sotto il controllo di Ruin, Friesia attacca il pastorello che Ruin si è travestito per spingere Elizabeth a rischiare la vita per proteggerlo. Tuttavia, quando Ruin rivela la sua vera identità e attacca Elizabeth, si rende conto che ha preso la sua campana e ha rotto il suo incantesimo mentre lui e Friesia vengono rapidamente sconfitti, mentre l'altro pastore rivela dove è tenuto Sennett. Allo stesso tempo, Ban uccide Jude prima di trovare Meliodas mentre il suo gruppo salva Sennett. Fuori dalla prigione, Golgius erige una barriera per tenerli dentro. Ma i Cavalieri Sacri si ritirano quando la prigione viene distrutta dalla riunione distruttiva di Meliodas e Ban. Il gruppo torna a Dalmary Town, scoprendo che Dana è in qualche modo sopravvissuta mentre offre ai Peccati un pasto. Nel frattempo, Gillthunder fa visita a King, il detentore del Peccato di Accidia dell'orso, e gli ricorda il loro accordo. |                  |                  |
| 7  | Il commovente ricongiungimento 「感動の再会」 - Kandō no saikai | 16 novembre 2014 | 1º novembre 2015 |
| 7  | Anni prima di unirsi ai Sette Peccati Capitali, Ban cercò di diventare immortale bevendo dalla Fontana della Giovinezza, una linfa liquida prodotta dall'Albero Sacro, in modo da poter vivere abbastanza a lungo perché facesse qualcosa di buono. Cessa i suoi tentativi dopo aver appreso che la Fontana della Giovinezza sostiene la Foresta del Re delle Fate, la protettrice giurata della fontana, Elaine, si rende conto che non è come gli altri umani. Nel presente, Meliodas e il suo gruppo arrivano in una città fatiscente vicino alla Necropoli dove si dice che King sia sepolto. Ban fa una passeggiata, incontrando una coppia di fratelli. Ban viene poi attaccato da uno strano ragazzo che in seguito scopre essere King, che lo accusa di aver distrutto la Foresta del Re delle Fate mentre cercava di entrare lui stesso nella Necropoli. I fratelli rivelano al gruppo di Meliodas che la Necropoli è un altro mondo in cui si può entrare solo quando si condivide un ricordo inestimabile con i morti. Il ricordo di Ban di Elaine dà il passaggio al gruppo, con King che li segue. Alla loro partenza, una donna Cavaliere Sacro appare in città poco dopo, interrogando violentemente i bambini per farli entrare nella Necropoli. Poi si agopunge in uno stato semi-senza vita. |                  |                  |
| 8  | Il temibile inseguitore 「恐るべき追跡者」 - Osorubeki tsuiseki-sha | 23 novembre 2014 | 1º novembre 2015 |
| 8  | Al suo arrivo nella Necropoli, un regno composto da cristalli verdi, Ban segue lo spirito di Elaine con King all'inseguimento. King si rivela essere il fratello maggiore di Elaine mentre procede a pietrificare Ban per aver causato la morte di Elaine e la distruzione della loro casa. Questo fa sì che Ban ricordi di essersi innamorato di Elaine prima di essere feriti a morte quando la Foresta del Re delle Fate viene attaccata da un demone, un mostro la cui razza è stata sigillata secoli fa. Elaine salva Ban dandogli la Fontana della Giovinezza attraverso un bacio, permettendogli di uccidere il demone e dare un seme per far crescere una nuova Foresta del Re delle Fate. Mentre Meliodas e Diane combattono il Sacro Cavaliere Guila dopo che lei ha proiettato la sua anima nella Necropoli, lo spirito di Elaine libera Ban in modo che possa ricongiungersi agli altri prima di rendersi visibile a King. Elaine convince anche King a proteggere Ban dopo che lei gli ha rivelato la verità, con King che esegue un attacco a sorpresa da dietro attraverso Ban per colpire Guila. |                  |                  |
| 9  | Il battito oscuro 「暗黒の脈動」 - Ankoku no myakudō | 30 novembre 2014 | 1º novembre 2015 |
| 9  | King sconfigge facilmente Guila con il suo Tesoro Sacro, la Lancia dello Spirito Chastiefol, rispedendo la sua anima nel suo corpo incosciente che il gruppo lega al loro ritorno nel mondo dei vivi. King spiega a Elizabeth e Hawk che i 7 Peccati Capitali usano il loro pieno potenziale con un'arma del Tesoro Sacro, i suoi compagni ammettono di aver perso la loro in diverse circostanze, rivelando anche che Guila è un tipo di Cavaliere Sacro proveniente da un ordine di Cavalieri Sacri appena generato noto come la Nuova Generazione. Nel frattempo, Jericho e Twigo vengono convocati dal Grande Cavaliere Sacro Hendrickson per entrare a far parte della Nuova Generazione, che li acquisisce per bere il sangue dal cadavere del demone che ha devastato la Foresta del Re delle Fate. Twigo esplode dopo aver bevuto il sangue mentre Jericho sopravvive all'esperienza straziante. Il giorno seguente, con Diane ed Elizabeth che rimangono indietro, Meliodas porta Ban e King nella città mercantile di Vaizel e si iscrive al suo festival annuale di combattimento, con in palio il Sacro Tesoro di Diane, il Martello da Guerra Gideon. Si iscrivono anche i Cavalieri Sacri Griamore, la guardia del corpo della principessa Veronica Liones, e Howzer. |                  |                  |
| 10 | Il torneo di lotta di Vaizel 「バイゼル喧嘩祭り」 - Baizeru kenka matsuri | 7 dicembre 2014  | 1º novembre 2015 |
| 10 | Il festival dei combattimenti inizia con Love Helm come arbitro mentre otto concorrenti - Meliodas, Ban, King, il tre volte campione Taizoo, Griamore, Howzer, l'ubriacone della città Cain Barzad e il misterioso combattente Matrona - rimangono in piedi dopo il round eliminatorio. Il primo quarto di finale vede Matrona buttare Griamore fuori dal ring. Matrona si rivela essere Diane con dimensioni umane che indossa i vestiti di Elizabeth, rivelando che i due si sono fatti rimpicciolire da un fungo gigante chiamato Chicken-Matango mentre cercavano cibo. Dopo che Howzer sconfigge il tre volte campione Taizoo con un pugno, King perde facilmente contro Cain poiché è quasi impotente e disarmato. La partita finale è Meliodas contro Ban, con Griamore e Veronica che rivelano a Howzer che i 7 Peccati Capitali si sono infiltrati nel torneo mentre cercano Elizabeth nel villaggio. |                  |                  |
| 11 | Sentimenti di lunga durata 「積年の想い」 - Sekinen no omoi | 14 dicembre 2014 | 1º novembre 2015 |
| 11 | Meliodas e Ban iniziano il loro match, dimostrando di essere alla pari fino a quando Ban non sfrutta la sua abilità Snatch per rubare la forza di Meliodas e finirlo. Tuttavia, il capitano scatena il misterioso potere che ha mostrato a Dalmary per far volare Ban fuori dal ring, vincendo. Le semifinali iniziano con Diane che combatte contro Howzer, che inizialmente si trattiene come un gentiluomo prima di dare il massimo. Diane sconfigge il Cavaliere Sacro, che esprime il suo divertimento per il suo incontro con un membro dei Peccati capitali. Meliodas affronta quindi Caino, che si rivela essere un ex Cavaliere Sacro mentre attacca Meliodas per vedere se è stato veramente responsabile della distruzione del regno di Danafor, come dicono le voci. Cain fa pace con Meliodas dopo aver confermato che si tratta di una bugia, rinunciando al match in risposta. L'incontro finale tra Meliodas e Diane avviene poco dopo, con Ban che rende il combattimento più interessante usando i guadagni di Hawk per corrompere le donne e provocare Diane a fare di tutto per un'altra rabbia gelosa. Nel frattempo, Guila e Jericho si stanno avvicinando a Vaizel, quest'ultima intenzionata a vendicarsi di Ban. |                  |                  |
| 12 | Il cannone spaventoso 「戦慄のカノン」 - Senritsu no kanon | 21 dicembre 2014 | 1º novembre 2015 |
| 12 | Meliodas e Diane smettono di combattere quando loro e gli altri Peccati Capitali sentono che Guila e Jericho si avvicinano, i quattro tentano di scacciare i cittadini fingendo un'acquisizione ostile prima che i Cavalieri Sacri attacchino Vaizel. Jericho, che ha abbracciato la sua femminilità dopo la sua sconfitta contro Ban nella prigione di Baste, esige la sua vendetta su di lui prima di unirsi a Guila per sopraffare Meliodas prima che King intervenga. Ma Guila e Jericho vengono salvati all'ultimo secondo quando Love Helm si rivela essere il comandante del primo ordine dei cavalieri sacri, Helbram, un vecchio nemico di King. Hawk ed Elizabeth usano la distrazione per portare in salvo Ban e Meliodas mentre Elizabeth torna alla sua dimensione originale proprio mentre Veronica e Griamore la trovano. Veronica rimprovera Elizabeth per essere stata coinvolta nei 7 Peccati Capitali e crede che Meliodas l'abbia stregata mentre lo intrappola all'interno di una Dea Ambra, una pietra appositamente creata per sigillare le entità malvagie. Griamore è costretto a intrappolare Elizabeth quando tenta di fuggire con la spada di Meliodas e la dea Ambra, solo per reindirizzare l'incantesimo su Guila e Jericho quando tentano di prendere la ragazza contro la volontà di Veronica. Veronica insegue Elizabeth, solo per prendere una trappola esplosiva che Guila ha disseminato per il villaggio per salvare sua sorella minore. Dopo che Veronica muore per le sue ferite, Meliodas esce dalla Dea Ambra in risposta alle grida angosciate di Elizabeth, ma è avvolta da un'aura oscura e sinistra. |                  |                  |
| 13 | L'apostolo della distruzione 「破壊の使徒」 - Hakai no shito | 11 gennaio 2015  | 1º novembre 2015 |
| 13 | Meliodas è entrato in uno stato di indignazione dopo essere fuggito dalla Dea Ambra, attaccando indiscriminatamente i suoi nemici e i suoi stessi compagni, tranne Elizabeth. Mentre Ban, Elizabeth e Hawk si precipitano verso la salvezza, Helbram combatte Meliodas, che conclude il suo potere per superare quello della Nuova Generazione prima di sottometterlo e prendere la sua spada. Nel frattempo, dopo essere stata gettata in un burrone da un Cavaliere Sacro mentre lanciava un vecchio verso Howzer per proteggerlo, Diane emerge nella sua taglia normale dopo che la madre di Hawk ha recuperato i suoi vestiti. Diane reclama il suo Sacro Tesoro e chiede a Howzer di fuggire con il vecchio e il Cavaliere Sacro. Ban recupera gli altri mentre Diane salva Meliodas e copre l'intera città con un enorme masso, distruggendo Vaizel mentre Helbram e i suoi subordinati fuggono con l'elsa della spada di Meliodias. Dopo che Griamore parte per dare una sepoltura a Veronica, Diane conforta Elizabeth mentre Ban confida a King che intende usare il Corno di Cernunnos conservato a Liones per rianimare Elaine. Con la sua spada ormai rubata e vedendo quanto stanno diventando pericolosi i Cavalieri Sacri; Meliodas decide di smettere di trattenersi e porre fine alla guerra in corso per sempre. |                  |                  |
| 14 | L'uomo che non leggeva tra le righe 「本を読むひと」 - Hon o yomu hito | 18 gennaio 2015  | 1º novembre 2015 |
| 14 | Helbram schiera l'unità d'élite Ruggito dell'Alba dei Cavalieri Sacri per eseguire un Gigante dell'Armatura che vaga per la Foresta di Ordan. Nonostante il fastidio di Jericho per non essere stata scelta, Guila usa il suo tempo libero per visitare suo fratello minore Zeal, uccidendo segretamente tre teppisti che lo stavano maltrattando perché si diceva che il loro padre fosse un disertore delle forze del Cavaliere Sacro. Il gruppo di Meliodas arriva al villaggio di Ordan e si divide. Elizabeth e Hawk, allestendo annunci pubblicitari, incontrano un giovane di nome Alan, che sta cercando colla per riparare l'armatura del suo grande compagno di viaggio. Mentre cacciano per rifornire le loro provviste, Meliodas, Ban e King trovano il Gigante dell'Armatura attaccato dal Ruggito dell'Alba, riconoscendo che l'armatura è del loro compagno Gowther. Proprio quando sembra che il Gigante dell'Armatura stia per essere ucciso, Alan lo intercetta e si rivela come il vero Gowther, il Peccato di Lussuria della Capra. |                  |                  |
| 15 | Il cavaliere profano 「アンホーリィ・ナイト」 - Anhōryi Naito | 25 gennaio 2015  | 1º novembre 2015 |
| 15 | Il Ruggito dell'Alba, rendendosi conto di trovarsi faccia a faccia con tre dei 7 Peccati Capitali, Gowther decapita inspiegabilmente il Gigante dell'Armatura e lo dà ai cavalieri. Dopo che il Ruggito dell'Alba se ne va con il loro premio, Gowther rivela che la sua armatura stava sigillando un potere che stava consumando quello che una volta era un Cavaliere Sacro mentre si trasformava in un mostro. Meliodas abbassa la guardia dopo aver notato il Cavaliere Sacro all'interno del mostro era ancora cosciente mentre Gowther usa il suo Tesoro Sacro, l'Arco Gemello Herritt, per mettere il mostro in trance mentre Ban strappa il cuore del Cavaliere Sacro. Ma non funzionò perché il Cavaliere Sacro, che il gruppo riconobbe come Dale, il padre perduto da tempo di Guila e Zeal, si trasformò in un demone. Nel frattempo, Cain fa visita a Elizabeth al Boar Hat e rivela la sua somiglianza con un cavaliere di nome Liz che è diventata la fidanzata di Meliodas durante il suo periodo a Danafor. Quando il demone rende nota la sua presenza, Elizabeth si affretta a dare a Meliodas la spada che Liz aveva inizialmente offerto anni prima, permettendogli di porre fine alla miseria del demone trasformato mentre lui e gli altri si rendono conto che è stata creata da qualcuno all'interno dei Cavalieri Sacri di Liones. Allo stesso tempo, Helbram riceve la testa del Gigante dell'Armatura e chiede a Guila di distruggere le prove della sua esistenza. |                  |                  |
| 16 | Leggende in azione 「駆り立てられる伝説たち」 - Karitaterareru densetsu-tachi | 1º febbraio 2015 | 1º novembre 2015 |
| 16 | Gowther si unisce ai 7 Peccati Capitali, anche se causa problemi usando il suo potere per inondare i segreti più oscuri dei suoi compagni di squadra (inclusa la cotta nascosta di Elizabeth per Meliodas) mentre rivela che Meliodas è stato messo fuori combattimento dalla loro compagna Merlin il giorno in cui sono stati sciolti. Nella capitale, mentre Jericho rivela a Guila di aver osservato la battaglia dei 7 Peccati Capitali con il mutato Dale e le da il ciondolo di suo padre, Helbram dà l'elsa di Meliodas a Hendrickson in modo che possa completare il sollievo della Bara dell'Oscurità Eterna, avendo bisogno di un'altra cosa per liberare i demoni e iniziare una nuova Guerra Santa. Al Boar Hat, Meliodas spiega di più sulla Bara dell'Oscurità Eterna prima che Elizabeth venga rapita dalla maga Vivian. Diane lancia Meliodas, Ban e Gowther verso la capitale dei Liones per iniziare un assalto frontale, mentre Hendrickson tenta di estorcere l'aiuto del Gran Maestro Sacro Cavaliere Dreyfus ricordandogli che ha ottenuto la sua posizione quando hanno ucciso suo fratello Zaratras. I tre Peccati Capitali vengono bombardati dall'esercito del Cavaliere Sacro Dreyus sul lato nord del castello mentre Hendrickson affronta il re di Camelot, Arthur Pendragon, mentre il suo esercito si avvicina dal lato sud. |                  |                  |
| 17 | La prima vittima 「最初の犠牲」 - Saisho no gisei | 8 febbraio 2015  | 1º novembre 2015 |
| 17 | Hendrickson cerca di convincere Arthur ad andarsene, solo per ingaggiarlo in battaglia quando si rende conto che potrebbe conoscere i suoi piani. Nel frattempo, con Hawk portato con sé, Elizabeth fugge dalla sua cella e cerca di trovare suo padre. Grazie alla magia del controllo mentale di Gowther, lui, Ban e Meliodas riescono a intrufolarsi nella città del castello, mentre King evoca il suo segugio nero Oslow per usare la sua bocca per teletrasportare lui e Diane nel regno. Ma Diane, rimanendo bloccata a metà strada, viene attaccata dai gruppi di Dreyfus e Helbram, con Howzer riluttante a combatterla. Gettato in strada da Dreyfus, Helbram attacca la città, incolpando Diane del danno. Questo fa sì che un disilluso Howzer e Guila si rivoltino contro i loro compagni Cavalieri Sacri quando Diane si ferisce ulteriormente per salvare Zeal dal crollo di un edificio. |                  |                  |
| 18 | A costo della vita 「この命にかえても」 - Kono inochi ni kaete mo | 15 febbraio 2015 | 1º novembre 2015 |
| 18 | Nonostante la combinazione dei loro attacchi, Howzer e Guila vengono sconfitti quando arriva Gowther e intrappola Dreyfus in un incubo agghiacciante prima che qualcosa mantenga il primo metafisicamente bloccato in trance. L'effetto dell'incantesimo da incubo di Gowther si ripercuote su Dreyfus quando Gilthunder lo porta in salvo, mentre Helbram tenta di finire brutalmente Diane e tutti coloro che le sono vicini King interviene. Helbram si rivela come una fata ed ex migliore amico di King che divenne torturato e infuriato, concentrando i suoi attacchi su Diane per far soffrire King. Mentre King combatte contro Helbram ad armi pari, proclama di mantenere una promessa che ha fatto sette secoli fa. Nel frattempo, Elizabeth e Hawk trovano la sorella maggiore della prima, Margaret Liones, e tentano di liberarla, ma Vivian appare, teletrasportando Hawk altrove per la sua paura dei maiali prima che metta fuori combattimento Elizabeth e apra la porta della cella di Margaret, ricordandole le conseguenze della fuga. |                  |                  |
| 19 | La vana attesa del re delle fate 「まちぼうけの妖精王」 - Machibōke no yōsei-ō | 22 febbraio 2015 | 1º novembre 2015 |
| 19 | 700 anni fa, dopo essere stato ferito da un misterioso uomo barbuto, King (che all'epoca si faceva chiamare Arlecchin) soffrì di amnesia, venendo salvato dall'annegamento da una giovane e solitaria Diane. Con il passare del tempo, i due trascorrono decenni insieme in quelli che dal loro punto di vista sembravano giorni. Arlecchino alla fine riacquista i suoi ricordi di aver lasciato la Foresta del Re delle Fate per salvare Helbram e i loro amici da un uomo con un occhio solo di nome Aldrich che lo ha fatto cadere da una cascata. Quando un villaggio vicino viene attaccato, Arlecchin va a indagare, promettendo a Diane che tornerà da lei, e incontra quello che pensava fosse Aldrich. Ma si rivelò essere Helbram, che era follemente ossessionato dall'uccidere ogni essere umano dopo aver visto i loro veri colori, con Arlecchin costretto a uccidere il suo amico per evitare ulteriori spargimenti di sangue. Arlecchin si consegnò alle autorità, dopo aver cancellato i ricordi di Diane su di lui, per assumersi la responsabilità delle azioni di Helbram. Nel presente, King riesce a uccidere Helbram, che può finalmente espiare il suo rancore nei confronti degli umani. Nel frattempo, Meliodas viene in aiuto di Arthur quando viene sopraffatto da Hendrickson. |                  |                  |
| 20 | L'incantesimo del coraggio 「勇気のまじない」 - Yūki no majinai | 1º marzo 2015    | 1º novembre 2015 |
| 20 | Dopo aver lasciato Dreyfus, Gilthunder viene inviato da Vivian per aiutare Hendrickson contro Meliodas e Arthur. Nel frattempo, Elizabeth si sveglia nella camera da letto del padre malato, il re Bartra Liones, con Vivian che li prende in giro prima di unirsi a Gilthunder e Hendrickson per finire Meliodas. Quando Meliodas vede Margaret saltare giù dalla torre di un castello per liberare Gilthunder dal suo fardello, Meliodas uccide il mostro che l'ha seguita con Arthur che la salva in tempo. Ciò consente a Gilthunder, avendo conosciuto la verità sulla morte di Zaratras, di vendicarsi finalmente di Hendrickson con tutte le forze. Vivian tenta di attaccare Meliodas, Gilthunder, Margaret e Arthur con illusioni, ma viene fermata dal mago di Artù, che si rivela essere la sua mentore: Merlin dei 7 Peccati Capitali, il Peccato di Gola del Cinghiale. Nel frattempo, Ban entra nelle catacombe dove Hawk è stato teletrasportato e trova il Corno di Cernunnos. |                  |                  |
| 21 | Pericolo imminente 「今、そこにせまる脅威」 - Ima, soko ni semaru kyōi | 8 marzo 2015     | 1º novembre 2015 |
| 21 | Dopo aver trovato Hawk, Ban entra in contatto con una dea attraverso il Corno di Cernunnos, che accetta di resuscitare Elaine a condizione che uccida Meliodas. Nel frattempo, Meliodas e il suo gruppo raggiungono Elizabeth e Bartra prima dell'arrivo di Dreyfus. Margaret rivela di aver assistito all'omicidio di Zaratras da parte sua e di Hendrickson e che Vivian ha creato dei famigli per mantenere lei e Gilthunder in silenzio. Dreyfus confessa questo mentre spiega che Hendrickson è impazzito nel suo tentativo di iniziare una nuova guerra santa. Bartra spoglia Dreyfus del suo titolo e lo trattiene in attesa della sentenza. Dopo che Merlin porta Artù e Bartra a Camelot per quest'ultimo per ottenere assistenza medica, un Hendrickson potenziato devasta il castello con un Helbram rianimato mentre risveglia il sangue demoniaco nei Cavalieri Sacri di Nuova Generazione, facendoli iniziare a trasformarsi negli stessi stati mutanti di Dale prima di loro. Dopo che Hendrickson ferisce gravemente Meliodas e Gilthunder, Elizabeth si arrende per salvarli. Meliodas tenta di inseguire Hendrickson quando viene attaccato da Ban, che alla fine accetta che Meliodas sia un demone. Altrove, Dreyfus affronta Hendrickson mentre Elizabeth minaccia di uccidersi per fermare i suoi piani. |                  |                  |
| 22 | Quello che posso fare per te 「君のためにできること」 - Kimi no tame ni dekiru koto | 15 marzo 2015    | 1º novembre 2015 |
| 22 | Nonostante la fissazione di Ban di resuscitare Elaine ad ogni costo, e i tentativi falliti di Hawk di ragionare con lui, Meliodas usa il rango per convincere Ban che possono sistemare le questioni in seguito, mentre fa in modo che Hawk lo porti a trovare Elizabeth. Ban si unisce alla mischia e riesce a fermare la mutata Jericho dall'uccidere suo fratello Gustav e la riporta alla normalità estraendo l'organo che causa la sua trasformazione, e mentre Gowther salva Guila dalla trasformazione, King raccoglie il coraggio di vaporizzare Helbram, che implora King di ucciderlo. I peccati capitali procedono a salvare gli altri membri della Nuova Generazione mentre un pentito Dreyfus combatte Hendrickson uno scontro uno a uno per espiazione con il combattimento che termina con Dreyfus ucciso dopo che il suo attacco manca e ferisce Elizabeth mentre Meliodas arriva, con Hawk che porta Elizabeth in salvo mentre combatte Hendrickson. A lui si uniscono gli altri Peccati e ogni abile Cavaliere Sacro, incluso Guila, mentre combattono Hendrickson prima che Ban lo faccia sfondare il muro di una caverna dopo aver visto il cadavere del demone che ha distrutto la Foresta del Re delle Fate. |                  |                  |
| 23 | La discesa nella disperazione 「絶望降臨」 - Zetsubō kōrin | 22 marzo 2015    | 1º novembre 2015 |
| 23 | Hendrickson rivela di aver sviluppato la Nuova Generazione e i suoi poteri demoniaci studiando il cadavere del Demone Rosso che distrusse la Foresta del Re delle Fate, con Ban che colpì Hendrickson nel terreno prima di distruggere il cadavere. Meliodas, Ban, King e Gowther saltano giù dopo Hendrickson, trovandolo a iniettarsi il sangue dal cadavere di un demone grigio per evolversi in una nuova forma, sopraffacendo facilmente i cavalieri al ritorno in superficie. Hendrickson rivela che ha bisogno del sangue di Elizabeth per completare il rituale e liberare i demoni nel mondo, uccidendo Hawk quando si sacrifica per proteggere Meliodas mentre protegge Elizabeth. Lo shock della morte di Hawk fa sì che Elizabeth riveli, ciò che inizialmente le era inconsapevole, i suoi poteri dormienti come apostolo della dea, guarendo tutti mentre indietreggia leggermente Hendrickson. Mentre ciò accade, una Veronica recuperata osserva da lontano. |                  |                  |
| 24 | Eroi 「英雄たち」 - Eiyū-tachi | 29 marzo 2015    | 1º novembre 2015 |
| 24 | Dopo aver trasmesso a Gowther una strategia di combattimento con gli altri cavalieri, Meliodas combatte Hendrickson uno contro uno mentre prende il fuoco amico per sconfiggerlo con il suo Contrattacco. Griamore arriva all'ultimo secondo per impedire la fuga di Hendrickson mentre il malvagio Gran Maestro viene sconfitto. Un Bartra completamente guarito ritorna quindi con Merlin, ordinando ai Cavalieri Sacri di restaurare il regno e preservare il suo popolo come "punizione" per le loro azioni. Bartra dà ai 7 Peccati Capitali la sua gratitudine per aver salvato il regno e protetto Elizabeth, mentre Veronica ritorna e Hawk viene rianimato, anche se di piccole dimensioni. Merlin rivela a Meliodas che la Bara dell'Oscurità Eterna è stata portata a sud di Liones poco prima della sconfitta di Hendrickson. Il regno torna a una certa normalità, tenendo una festa per festeggiare. Il giorno seguente, Elizabeth si unisce felicemente ai Peccati nel loro viaggio verso sud per trovare il loro ultimo membro, mentre Ban e King lasciano il gruppo per un po'. Nel frattempo, Gillthunder, Howzer e Griamore scoprono una rivelazione mentre studiano i documenti di Dreyfus. |                  |                  |

### The Seven Deadly Sins - Signs of Holy War
| Nº | Titolo italiano Giapponese 「Kanji」 - Rōmaji | In onda           | In onda          |
| Nº | Titolo italiano Giapponese 「Kanji」 - Rōmaji | Giapponese        | Italiano         |
| 1  | L'inizio del sogno oscuro 「黒き夢のはじまり」 - Kuroki yume no hajimari | 28 agosto 2016    | 17 febbraio 2017 |
| 1  | Elizabeth Liones va al Boar Hat, dove tutti i suoi amici stanno ancora dormendo dopo il festival. Dopo che Elizabeth viene accolta da Hawk all'esterno, Meliodas le presenta un pasticcio di carne fatto con verdure che assomiglia a Hawk, ma si rivela inadatto al consumo umano. Meliodas ha l'idea di usare la carne di maiale come ingrediente principale, il che fa sì che Hawk si affretti a uscire dal bar. Meliodas si inventa una gara per i suoi amici, in cui obbedirà a qualsiasi ordine per un giorno da parte di chi cattura Hawk per primo. Tuttavia, Hawk riesce a superarli in astuzia a causa delle sue piccole dimensioni. Hawk ritorna al Boar Hat e mangia gli avanzi di cibo fatti da Ban. Tuttavia, Meliodas inganna Ban catturando ufficialmente Hawk e di conseguenza viene dichiarato vincitore. Di notte, Meliodas riporta Elizabeth a palazzo, assicurando anche che il suo scopo nella vita è proteggerla. Meliodas si reca poi alle catacombe per vedere il Corno di Cernunnos. Quando il vaso della dea lo schernisce per la sua reputazione di demone, Meliodas distrugge il Corno di Cernunnos per rappresaglia.                                                                                  |                   |                  |
| 2  | Il nostro torneo di lotta 「二人の喧嘩祭り」 - Futari no kenka matsuri | 4 settembre 2016  | 17 febbraio 2017 |
| 2  | Ban sale sulla cima di una montagna per sistemare finalmente le questioni con Meliodas, ma il primo è sorpreso di vedere Elizabeth e Hawk, così come gli altri membri dei 7 Peccati Capitali e dei Cavalieri Sacri come parte di un pubblico. Merlin lancia una gigantesca barriera cubica intorno a Meliodas e Ban in modo che gli spettatori possano assistere al combattimento in sicurezza. Nel frattempo, King e Howzer hanno la loro lotta per conquistare l'attenzione di Diane. Ban inizia un brutale attacco a Meliodas che in qualche modo indebolisce la maggior parte degli spettatori. Il combattimento finisce in una situazione di stallo dopo che i due si scambiano rapidi pugni che causano la rottura della barriera. Rimangono amici e tornano al Boar Hat per un drink. |                   |                  |
| 3  | Alla ricerca del primo amore 「初恋を追いかけて」 - Hatsukoi o oikakete | 11 settembre 2016 | 17 febbraio 2017 |
| 3  | King esita ancora a confessare i suoi sentimenti per Diane. Nel frattempo, Diane lascia il Boar Hat e si dirige verso un cantiere edile in città, ricordando i devastanti danni collaterali che ha causato a causa delle sue immense dimensioni. Gli operai edili si scusano con lei e la ringraziano per aver salvato il regno. Quando King va a trovare Diane, i due decidono di giocare una partita di acchiapparella dall'altra parte della città. Fuori da una chiesa, una cerimonia nuziale viene interrotta da un mutante della Nuova Generazione, in cui Diane e King combinano le loro abilità per sconfiggere il demone. King chiede a Diane se ha riacquistato i suoi ricordi, e lei gli risponde con un bacio sulla guancia. Il momento è rovinato quando un mattone gli cade improvvisamente in testa, e in seguito si sveglia accanto a lei, avendo dimenticato cosa hanno fatto durante il giorno. |                   |                  |
| 4  | La forma dell'amore 「愛のかたち」 - Ai no katachi | 18 settembre 2016 | 17 febbraio 2017 |
| 4  | Merlin accetta di fare la cameriera al Boar Hat, ma prima vuole che Meliodas e Gowther seguano Gilthunder per scoprire se è perseguitato da qualcuno. Nel frattempo, Gilthunder, Howzer e Griamore vengono colpiti da detriti che cadono per le strade, con Gilthunder illeso e confuso dalla situazione. Gowther è distratto da un ragazzo di nome Pelliot, che gli chiede di recuperare un gatto grasso da un tetto. Dal momento che Gowther ricorda a Pelliot sua madre, che è morta di recente, Gowther si trasforma nella madre di Pelliot per un momento e scompare quando il padre di Pelliot lo trova. Meliodas trova Gilthunder, Howzer e Griamore in un ristorante, dove versa di proposito del caffè per smascherare Vivian, che si rivela essere la stalker. Dopo che Meliodas sconfigge facilmente Vivian usando controattacco con un cucchiaio vicino, Merlin la punisce piantandole un anello maledetto al dito, che le porterà dolore ogni volta che si avvicinerà a Gilthunder, e Merlin spiega che i Dieci Comandamenti sono la classe più alta nella razza dei demoni. Al Boar Hat, Merlin lascia il suo lavoro di cameriera, mentre Hawk e Gowther sostituiscono la posizione, con grande sgomento dei ragazzi. |                   |                  |

### The Seven Deadly Sins - Revival of The Commandments
| Nº | Titolo italiano Giapponese 「Kanji」 - Rōmaji | In onda          | In onda         |
| Nº | Titolo italiano Giapponese 「Kanji」 - Rōmaji | Giapponese       | Italiano        |
| 0  | Prologo 「序章」 - Joshō | 6 gennaio 2018   | -               |
| 1  | Il risveglio del clan dei Demoni 「魔神族復活」 - Majin-zoku fukkatsu | 13 gennaio 2018  | 15 ottobre 2018 |
| 1  | Re Bartra decide di tenere una cerimonia per premiare i 7 Peccati Capitali e Hawk per aver salvato il suo regno, mentre Ban e King partono per la Foresta del Re delle Fate. La cerimonia viene interrotta quando un gruppo di Cavalieri Sacri, le Pleiadi del Cielo Azzurro, si oppongono alla ricompensa dei Peccati e vogliono mettere alla prova le loro capacità, ma si ritirano dopo che Meliodas sconfigge facilmente il loro membro più forte Dogedo. Dopo che la cerimonia si è conclusa senza ulteriori intoppi, Bartra informa i Peccati di una recente premonizione: un presagio di 10 ombre che minacciano Camelot. Nel frattempo, Hendrickson è stato riportato al suo stato umano mentre si ritrova davanti a quello che sembrava essere Dreyfus poiché il rituale di riportare i demoni in Britannia dopo tre millenni è stato compiuto, con Meliodas che sente minacciosamente il loro ritorno. |                  |                 |
| 2  | Esistenza e prova 「存在と証明」 - Sonzai to shōmei | 20 gennaio 2018  | 15 ottobre 2018 |
| 2  | I Dieci Comandamenti partono per la collina di Edimburgo, a est, per recuperare i loro poteri magici. Nel frattempo, con Jericho che li segue, Ban e King raggiungono la nuova Foresta del Re delle Fate. Nella foresta, le fate accolgono Ban a braccia aperte come loro re, mentre denunciano King per aver deluso loro e la precedente Foresta del Re delle Fate. Tornata a Liones, mentre Meliodas rivela a Merlin che i Dieci Comandamenti sono tornati, Diane incoraggia Elizabeth a confessare il suo amore per Meliodas, pur ammettendo il suo amore per King da quando ha riacquistato i suoi ricordi d'infanzia di lui. I due scoprono presto Zeal senza alcun ricordo di sua sorella Guila e scoprono che Gowther ha ulteriormente alterato i ricordi di Guila per sperimentare l'amore, con una Diane infuriata che lo affronta. |                  |                 |
| 3  | Il tesoro sacro Lost Vayne 「神器ロストヴェイン」 - Jingi Rosutovuein | 27 gennaio 2018  | 15 ottobre 2018 |
| 3  | I Dieci Comandamenti raggiungono il castello sulla collina di Edimburgo e lo trovano distrutto da Meliodas. Nel frattempo, uno sconfitto Gowther ripristina i ricordi di Guila e Zeal prima di chiedere a Merlin di sigillarlo prima che perda il controllo. Merlin riporta Gowther alla sua forma originale, una bambola di legno di 6 pollici, e lo dà a Slader per tenerlo al sicuro. Merlin percepisce quindi un disturbo magico a Camelot e teletrasporta lì il Boar Hat, trovandolo sotto attacco da un Golem creato da un demone noto come Albion. Merlin presta a Meliodas il suo Sacro Tesoro Lostvayne, che lei aveva ricomprato dal banco dei pegni a cui l'aveva venduto, per distruggere l'Albion. Tornati alla Foresta del Re delle Fate, il primo scopre che lo spirito di Helbram risiede nel suo elmo, King e Jericho scoprono che la nuova foresta è mantenuta ogni pochi anni dal sangue di Ban poiché contiene la Fontana della Giovinezza. La foresta viene improvvisamente attaccata da un'altra Albion. |                  |                 |
| 4  | Entrano in azione i Dieci Comandamenti 「〈十戒〉始動」 - Jikkai shidō | 3 febbraio 2018  | 15 ottobre 2018 |
| 4  | Mentre King combatte l'Albion per proteggere il nuovo Albero Sacro mentre Jericho scappa ad avvertirlo, Ban viene impalato dall'aiutante del re delle fate, Gerheade, per il suo rifiuto di accettarlo come re del suo popolo quando ricorre all'attacco di Elaine per tenere Ban nella foresta come la nuova Fontana della Giovinezza. King non riesce a fermare l'Albion dal distruggere l'albero sacro, con Gerheade che tenta di portare King in salvo mentre le altre fate si precipitano a tenerlo a bada per il senso di colpa per il loro disprezzo. Tuttavia, King si rifiuta di fuggire con il suo desiderio di proteggere tutti, incluso Ban, permettendogli di trasformare Chastiefol nella sua forma di Lancia del Vero Spirito per distruggere il golem. Tornati a Camelot, la vittoria del gruppo di Meliodas è di breve durata quando i Dieci Comandamenti percepiscono la distruzione degli Albioni e il loro membro Galand appare a Camelot. |                  |                 |
| 5  | Una forza bruta schiacciante 「圧倒的暴力」 - Attōteki bōryoku | 10 febbraio 2018 | 15 ottobre 2018 |
| 5  | Come Foresta del Re delle Fate, Ban usa il suo sangue per ripristinare l'Albero Sacro e per guarire King prima di minacciare Gerheade se avesse fatto del male al corpo di Elaine di nuovo, mentre se ne andava con Jericho, non mostrando ancora alcuna intenzione di ricongiungersi ai 7 peccati capitali. Tornati a Edinburgh Hill, Dreyfus informa i 10 comandamenti che la magia, una volta abbondante nel terreno, si è trasferita negli esseri umani, ispirando i demoni a consumare le anime umane per riguadagnare la loro piena forza evocando demoni minori per raccoglierle. Tornati a Camelot, nonostante non sia al massimo delle forze, con Merlin che lancia il Cubo Perfetto su Artù, Elisabett e Hawk, Galand sconfigge Meliodas e Diane. Merlin tenta di ingannarlo in un falso senso di sicurezza, solo per cadere vittima degli effetti di pietrificazione del Comandamento della Verità di Galand per avergli mentito. Meliodas è costretto a scatenare il suo potere demoniaco, solo per essere sconfitto. Galand procede a uccidere Meliodas, Slader e Diane mentre distrugge Merlin, congedandosi mentre un Gowther restaurato ride mentre lo guarda andarsene, avendo fabbricato la scena alterando la memoria a breve termine di Galand. Nel frattempo, Gilthunder e il suo gruppo si imbattono in un villaggio attaccato da un Demone Rosso che raccoglie anime. Sebbene distruggano il demone con le anime restituite ai loro corpi, i Cavalieri Sacri si ritrovano di fronte a un Demone Grigio quando Hendrickson arriva in loro aiuto. |                  |                 |
| 6  | L'espiazione del comandante dei Cavalieri Sacri 「償いの聖騎士長」 - Tsugunai no hijiri kishi-chō | 17 febbraio 2018 | 15 ottobre 2018 |
| 6  | Rivelando che Dreyfus è vivo e lui stesso è un Druido mentre il gruppo di Gilthunder ferisce il Demone Grigio abbastanza da distruggerne l'anima, Hendrickson rivela gli eventi che hanno portato alla morte di Zaratras. Una decina di anni fa, Hendrickson e Dreyfus furono inviati a indagare sulle rovine di Danafor e scoprirono che era stata causata da un demone di nome Fraudrin che Meliodas indebolì notevolmente dopo che il demone uccise Liz. Fraudrin costringe Dreyfus a fargli da ospite dopo aver posseduto brevemente Hendrickson, la cui mente è stata avvelenata dal demone. Tornati a Camelot, tutti tranne Merlin sono stati guariti quando Gowther ha rivelato di aver manomesso la memoria di Galand ed è stato in grado di scappare quando un braccialetto magico di contenimento gli viene messo addosso da Merlin, che ha trasferito la sua anima nel suo Sacro Tesoro, la sfera di cristallo "Morning Star Aldan", all'ultimo secondo. Dopo che Merlin spiega come un membro dei Dieci Comandamenti sia più forte dell'attuale numero di Peccati messi insieme, Meliodas decide di localizzare il loro ultimo membro Escanor, il Peccato dell'Orgoglio dei Peccati Capitali. King arriva, volendo vedere Diane, che non riesce a ricordare nessuno. |                  |                 |
| 7  | Laddove conducono i ricordi 「記憶が目指す場所」 - Kioku ga mezasu basho | 24 febbraio 2018 | 15 ottobre 2018 |
| 7  | La memoria di Diane continua a regredire prima di scappare. King getta Gowther dopo che questi rivela di essere responsabile della perdita di memoria di Diane, ispirato dal suo commento su di lui che manipola i ricordi di Guila per fare esperimenti su di lei. Il gruppo presume che Diane molto probabilmente tornerà nella sua patria di Megadoza. Sedici anni prima, Diane era stata seguita dal capo della sua tribù, Matrona, insieme a Dolores, che voleva andarsene ma aveva paura degli umani. Quando Diane tenta di dire a Dolores di Liones dopo aver incontrato Meliodas per la prima volta, scopre che la sua amica è morta durante una missione che Matrona l'ha mandata. Diane si rende conto che dalla vita voleva di più che combattere, nonostante Matrona vedesse il suo potenziale per diventare la più grande guerriera della loro tribù. Matrona e Diane vengono assunte da un Cavaliere Sacro di Liones di nome Gyannon per scacciare alcuni barbari. Il giorno seguente Gyannon ferisce Matrona con una lancia avvelenata in un tentativo di infamia. Matrona uccide lui e la maggior parte dei suoi uomini prima di soccombere al veleno. I cavalieri sopravvissuti incastrano Diane per il massacro della loro unità, con Diane che finisce sotto la custodia di Meliodas quando lui perdona la sua condanna a morte. |                  |                 |
| 8  | La terra sacra dei Druidi 「ドルイドの聖地」 - Doruido no seichi | 3 marzo 2018     | 15 ottobre 2018 |
| 8  | Dopo aver perso sedici anni dei suoi ricordi, Diane raggiunge Edimburgo sulla strada per Megadoza per informare la sua tribù della morte di Matrona. Ma viene percepita dai 10 Comandamenti mentre Galand e Monspeet tentano di prendere la sua anima. Matrona, viva e vegeta, appare, mettendo fuori combattimento Diane prima di nascondersi da Galand mentre Monspeet percepisce il gruppo di Meliodas da centinaia di chilometri di distanza e spara un incantesimo contro di loro per confermare la presenza di Meliodas. Fortunatamente, la mamma di Hawk mangia l'incantesimo mentre una Matrona ferita porta via Diane. Merlin consiglia di cambiare rotta per la sicurezza di Diane, portandoli dai Druidi di Istal a cui ha affidato la maggior parte del potere di Meliodas che gli ha tolto come misura precauzionale. Il gruppo incontra gli apostoli gemelli Jenna e Zaneri, quest'ultima porta Meliodas ed Elizabeth alla Torre delle Prove dove il primo viene messo sotto processo per rivivere i suoi giorni a Danafor con Liz. |                  |                 |
| 9  | Una promessa alla persona amata 「愛する者との約束」 - Aisuru mono to no yakusoku | 10 marzo 2018    | 15 ottobre 2018 |
| 9  | Mentre Elizabeth riceve un processo per far sbocciare un seme malato in un fiore, Meliodas è costretto a rivivere il suo tempo con Liz e la sua morte per controllare le sue emozioni in modo che il suo potere non venga distrutto indiscriminatamente. Zaneri considera di terminare il test poiché la tensione emotiva lo ucciderà se non riesce a controllarlo, ma Elizabeth la ferma mentre Meliodas supera il processo attraverso la sua determinazione di non lasciare mai morire nessuno a cui tiene come Liz. Il resto del gruppo viene portato alla Torre dell'Addestramento da Jenna dove incontrano il gruppo di Hendrickson e Gilthunder. Nel frattempo, la ricerca di Ban di un modo per resuscitare i morti porta lui e Jericho a Ravens, la città dei ladri, dove trovano una vecchia volpe mannaro che Ban porta nella loro stanza. Ban ricorda la sua infanzia, quando incontrò un uomo di nome Zivago mentre era in prigione e si offrì di aiutarlo a fuggire. |                  |                 |
| 10 | Ciò che mancava 「僕たちに欠けたもの」 - Bokutachi ni kaketa mono | 17 marzo 2018    | 15 ottobre 2018 |
| 10 | Riconoscendo la vecchia volpe mannaro come Zivago, Ban ricorda che il ladro lo aveva preso sotto la sua ala protettrice fino al giorno in cui è stato sorpreso a tentare un furto con scasso da solo. Zivago fu costretto ad abbandonare Ban per salvare suo figlio Therion dai cacciatori, arrivando troppo tardi per suo figlio mentre credeva che Ban fosse stato ucciso. Ma Ban rivela la sua identità senza nutrire alcun rancore nei confronti di Zivago. Tornato a Istal, Hendrickson dice a King che è pronto ad accettare qualsiasi punizione una volta sconfitti i 10 Comandamenti prima che i Cavalieri Sacri, Arthur e Gowther entrino nella Torre dell'Addestramento. Gilthunder e Howzer quasi sconfiggono un Drago di Argilla usando la posizione di combattimento l'uno dell'altro mentre Gowther e Arthur combattono un'armatura animata. King in seguito entra nella grotta con Meliodas, che intende allenare il suo corpo prima di riprendere il suo potere. Mentre Meliodas chiede a King di capire che Hendrickson è stato manipolato da Fraudrin, che rivela essere uno dei Dieci Comandamenti, King affronta Meliodas sul fatto di essere un demone e mette in dubbio la sua lealtà mentre lo attacca. |                  |                 |
| 11 | Padre e figlio 「父親と息子」 - Chichioya to musuko | 24 marzo 2018    | 15 ottobre 2018 |
| 11 | Al Ravens, mentre un cadavere risorge dalla sua tomba, Ban racconta a Zivago della Fontana della Giovinezza e del suo obiettivo di far rivivere Elaine. Ban ammette anche il suo rammarico per il suo tentativo di uccidere Meliodas in cambio della resurrezione di Elaine, il suo odio per se stesso è peggiorato dal fatto che Meliodas lo ha perdonato e simpatizzato con lui. Zivago esorta Ban a riconciliarsi con Meliodas e a dirgli i suoi veri sentimenti prima di morire pacificamente. Tornati a Istal, il primo accusato di essere in combutta con i 10 Comandamenti, mentre l'altro sminuisce il suo avversario per la sua mancanza di ali, Meliodas e King terminano il loro combattimento quando Jenna ordina loro di uscire. Meliodas promette di spiegare tutto con King che decide di osservarlo per il momento, avvertendo un'improvvisa sensazione sulla sua schiena. Dopo che Jenna ha ripristinato il pieno potere di Meliodas, si fa teletrasportare momentaneamente da Merlin a Edimburgo in modo che possa "salutare" con i 10 Comandamenti. Zaneri rivela a Jenna che Meliodas ha imparato a controllare il suo potere mentre sconfigge facilmente Galand, tornando su Istal dopo aver avvertito gli altri Comandamenti che i 7 Peccati Capitali li distruggeranno se intendono continuare ciò che hanno iniziato 3.000 anni fa. |                  |                 |
| 12 | Il nascondiglio dell'amore 「愛の在り処」 - Ai no arika | 31 marzo 2018    | 15 ottobre 2018 |
| 12 | Provocati da Meliodas, ignaro di aver formulato una strategia per dividerli, i 10 Comandamenti si sparpagliano per tutta la Britannia per recuperare la loro magia con ogni mezzo. Il resto del gruppo, tra cui un Hawk dragonizzato e un Griamore neonato, completano il loro addestramento, tranne Elizabeth, che ottiene un nuovo abbigliamento. Dopo che il gruppo di Meliodas se ne va per iniziare la ricerca di Escanor, Jenna fa confessare a Zaneri di aver sabotato l'addestramento di Elizabeth a causa dei suoi sentimenti non corrisposti per Meliodas, ma Zaneri spiega che le sue ragioni erano in realtà per proteggere Meliodas dal dolore della perdita di Elizabeth poiché ha capito che la ragazza era una reincarnazione di Liz. Mentre gli altri Comandamenti si spargono per la Britannia, Galand viene accoppiato con il Comandamento Melascula e scopre che ha resuscitato i morti per agire in base al loro rimpianto e risentimento. Dopo che Ban elimina facilmente un cadavere dopo che lui e Jericho hanno seppellito Zivago, si riunisce con Elaine, con King che lascia il gruppo di Meliodas dopo che Helbram lo informa della rianimazione di sua sorella. |                  |                 |
| 13 | Addio, ladro 「さらば愛しき盗賊」 - Saraba itoshiki tōzoku | 14 aprile 2018   | 15 ottobre 2018 |
| 13 | Dopo essersi riunita con Ban, una gelosa Elaine tenta di uccidere Jericho con Ban che viene ferito nel suo tentativo di fermarla poiché sa che è stata manipolata. Ma Jericho riesce a bloccare Elaine a terra, ammettendo i suoi sentimenti non corrisposti per Ban e costringendo Elaine a rendersi conto di essere sfruttata attraverso il suo egoismo mentre tenta di riprendere il controllo di se stessa. Ban riesce a calmare Elaine ripetendo la sua promessa di portarla via prima che crolli improvvisamente quando appaiono Galand e Melascula. Dopo che Melascula spiega che il suo incantesimo su Elaine sta fallendo poiché la sua gelosia è svanita, Galand si interessa all'immortalità di Ban è dopo alcuni colpi sferrati offre a Ban un colpo gratuito. Ban accetta, usando Furto per prendere la maggior parte della forza di Galand e sferrare un duro colpo. Melascula quindi estrae l'anima di Ban dopo averla ritenuta pura mantenendo la sua fede in Elaine, con Galand che strappa l'anima alla sua collega per mangiarla. Ma l'anima che Galand ha mangiato si rivela essere Zhivago, permettendo a Ban di tornare nel suo corpo e fuggire con Jericho ed Elaine, dopo aver distrutto uno dei sette cuori di ciascun Comandamento. Nel frattempo, con Dreyfus che gli impedisce di mangiare anime, Fraudrin subisce un'umiliante sconfitta da parte dei membri delle Pleiadi del Cielo Azzurro, osservati dal compagno Grayroad. |                  |                 |
| 14 | Il signore del sole 「太陽の主」 - Taiyō no aruji | 21 aprile 2018   | 15 ottobre 2018 |
| 14 | Dopo aver rifiutato di lasciare Ban ed Elaine con i Comandamenti dietro di loro, Jericho li porta in una grotta dove trovano una taverna di proprietà di un timido barista che riconosce Ban mentre è felicissimo di apprendere che i peccati capitali sono stati perdonati. Il barista porta il gruppo nella sua dispensa prima dell'arrivo di Galand e Melascula, i demoni appena entrano nella grotta bevono l'alcol, prima di rivelare di sapere che sta nascondendo la loro preda. Ma quando Galand li percepisce vicini alla morte, offre al barista la possibilità di vivere per lui e gli altri se riesce a ucciderlo in un gioco in cui a turno si colpiscono a vicenda, con entrambi soggetti al Comandamento della Verità del demone se dovessero fuggire una volta iniziati verranno trasformati in pietra. Galand mette accidentalmente fuori combattimento il barista per il resto della notte prima che potessero iniziare. All'alba, Galand tenta di raccogliere una pesante ascia da battaglia d'oro sul mantello del bar prima che venga afferrata da una versione muscolosa e sicura di sé del barista mentre si presenta come l'Escanor dei 7 Peccati Capitali, il Peccato dell'Orgoglio del Leone. Guarito dall'essere stato tagliato a metà, Galand scopre che la sua abilità più forte ha lasciato Escanor solo con un piccolo graffio e finisce per trasformarsi in pietra quando la paura della morte prevale sul suo orgoglio. Melascula tenta di mangiare l'anima di Escanor, solo per essere bruciata viva dalla sua abilità luce del sole prima di scomparire in un burrone. Mentre il sole tramonta, Jericho ed Elaine vengono formalmente presentati a Escanor, imparando che il suo potere varia a seconda dell'ora del giorno, lasciandolo debole durante la notte. King arriva ed è scioccato nel vedere che Elaine è viva. |                  |                 |
| 15 | Confessione da brividi 「戦慄の告白」 - Senritsu no kokuhaku | 28 aprile 2018   | 15 ottobre 2018 |
| 15 | Dopo essere stata salvata da Matrona, Diane scopre che la sua mentore è sopravvissuta all'attentato di Gyannon alla sua vita quando la sua gamba avvelenata è stata amputata da un barbaro di nome Zalpa che Diane ha risparmiato giorni prima dell'incidente e da allora è diventato parte della sua famiglia. Matrona procede ad insegnare a Diane una danza sacra creata dal fondatore della loro razza, Drole, prima che piovano manifesti per un imminente festival di combattimento a Vaizel prima che i figli di Zalpa, Sol e Della, vengano feriti dal Demone Blu che stava lanciando i manifesti. Quando Matrona decide di partecipare al festival poiché il premio è un qualsiasi desiderio che il vincitore può avere, anche Meliodas partecipa nonostante sappia che è una trappola dei 10 Comandamenti. A Vaizel, il Comandante Gloxinia intende usare la lotta per raccogliere un gran numero di anime per sé e per il suo partner Drole. Nel frattempo, dopo la sua cattura, Fraudrin finisce per combattere il capitano delle Pleiadi Denzel Liones e gli viene inflitta una maledizione per essere attaccato dai fantasmi delle sue vittime. Ma Fraudrin viene salvato da Grayroad che assume le sembianze di un cavaliere delle Pleiadi per rompere il sigillo dell'involucro, con Fraudrin che si vendica di Deldrey per aver lanciato il suo Love Drive su di lui durante la sua cattura. Fraudrin si rivela quindi essere un sostituto del membro del Comandamento che è misteriosamente scomparso e si è unito ai 7 Peccati Capitali in seguito alla sua amnesia indotta dal suo comandamento: Gowther |                  |                 |
| 16 | Il labirinto delle trappole mortali 「死の罠の迷宮」 - Shi no wana no meikyū | 5 maggio 2018    | 15 ottobre 2018 |
| 16 | Matrona e Diane raggiungono un enorme labirinto, la prima prova del festival Vaizel di Gloxinia e alla fine si separano. Diane finisce per incontrare Hawk ed Elizabeth e inizialmente non si fida di loro a causa della sua amnesia e della loro affiliazione con Liones, solo per riscaldarsi alla gentilezza di Elizabeth quando si incontrano con Gilthunder e Howzer, incontrando i Land Crawlers inviati a divorare i ritardatari. I sopravvissuti riescono a uccidere i mostri, con Meliodas ed Elizabeth che percepiscono la presenza l'una dell'altra attraverso un muro. Ban si riunisce con Meliodas, informandolo di aver trovato Escanor e che Elaine è viva. Si scusa sinceramente anche con lui per aver tentato di ucciderlo. Meliodas lo perdona e sfondano il muro per raggiungere Elizabeth e gli altri. Raggiungono il centro del labirinto dove Gloxinia e Drole stanno aspettando con Matrona e molti altri concorrenti che hanno battuto il labirinto. |                  |                 |
| 17 | I leggendari 「伝承の者共」 - Denshō no monodomo | 12 maggio 2018   | 15 ottobre 2018 |
| 17 | Diane e Matrona sono scioccate nell'apprendere che Drole è con i demoni mentre King riconosce Gloxinia come il primo re delle fate che si dice sia morto durante l'Antica Guerra, Gloxinia uccide i partecipanti rimanenti una volta arrivato Gowther, mostrando il suo potere guarendo Escanor dopo averlo impalato per panico. Drole procede a posizionare tutti in coppie casuali per una serie di battaglie a squadre. Elizabeth ed Elaine riescono a sconfiggere due fratelli assassini che sono stati uccisi nonostante Elizabeth li abbia guariti per gentilezza. Meliodas e Ban uccidono due dei Demoni Blu di Gloxinia come ripensamento mentre discutono se Elizabeth o Elaine sia la donna ideale. King e Diane affrontano i rappresentanti del golem di Gloxinia e Drole, King riesce a convincere Diane a lasciarlo aiutare nonostante lei non la riconosca. Ma Gloxinia e Drole aumentano la forza di combattimento dei loro costrutti una volta che la prima si rende conto che King è l'attuale re delle fate, con King che scatena il suo potere con Diane che viene quasi pugnalata al cuore. |                  |                 |
| 18 | Per chi brilla quella luce 「その光は誰が為に」 - Sono hikari wa dare ga tame ni | 19 maggio 2018   | 15 ottobre 2018 |
| 18 | Dopo il loro incontro con Fraudrin e Greyroad, Denzel e la sua squadra discutono con Guila e Gustaf dell'attacco dei 10 Comandamenti a Brittania con Zeldris che conquista Camelot e la potenziale minaccia rappresentata da Gowther. Tornato a Vaizel, King esercita tutto il suo potere per sconfiggere il golem di Gloxinia e poi incoraggia Diane a usare i suoi sentimenti verso coloro a cui tiene per creare golem con l’aspetto dei suoi amici per annientare il golem di Drole. Durante il match tra Gowther e Jericho contro Hawk ed Escanor, esprimendo la sua intenzione di ottenere un cuore in modo da poter provare emozioni ad ogni costo, Gowther elimina Jericho e Hawk prima di usare Nightmare Teller per sottoporre Escanor al suo tragico passato e al suo peggior incubo di essere rifiutato da Merlin perché il suo potere alla fine lo avrebbe distrutto. Questo ha un effetto opposto, dando potere a Escanor mentre invoca il suo Sacro Tesoro, l'Ascia Divina Rhitta, per entrare nel suo stato di Sole con l'intento di utilizzare l'energia immagazzinata per cancellare coloro che giocano con i cuori degli altri. Dopo aver sottomesso Gowther, Escanor prepara un colpo finale, reindirizzandolo invece su Gloxinia e Drole. |                  |                 |
| 19 | Meliodas VS I Dieci Comandamenti 「メリオダス ｖｓ．〈十戒〉」 | 26 maggio 2018   | 15 ottobre 2018 |
| 19 | Dopo che Gloxinia e Drole vengono feriti dall'attacco di Escanor, rivelando la sua partecipazione come uno stratagemma, Meliodas coglie l'occasione per attaccarli con il mago Gilfrost che teletrasporta il gruppo al castello di Liones dopo che Drole li ha mandati sottoterra come suoi ostaggi. Dopo essersi curato e aver ripristinato le braccia di Drole, Gloxinia ricorda a Meliodas che un tempo erano alleati nella lotta contro i demoni insieme. Sebbene riluttante a combattere i suoi ex alleati, Meliodas afferma che deve farlo perché hanno deciso di cambiare schieramento. Gli altri guardano il combattimento sulla sfera di cristallo, Meliodas ha il sopravvento paralizzando rapidamente un comandante per combattere l'altro. La battaglia attira gli altri Comandamenti sopravvissuti, tra cui una Melascula ancora bruciata e i fratelli di Meliodas: Estarossa e Zeldris. Mentre Ban spiega al gruppo che Meliodas è visto dai Comandanti come un traditore della razza Demone, Meliodas combatte i Comandamenti, nonostante sia in inferiorità numerica, permettendosi intenzionalmente di essere picchiato duramente per scatenare un contrattacco abbastanza potente da abbatterli tutti. Ma Estarossa ferma senza sforzo l'attacco, lasciando che Meliodas crolli per la stanchezza prima di schiacciarlo brutalmente sotto il suo piede per dare a suo fratello maggiore una morte rapida. |                  |                 |
| 20 | In cerca di speranza 「希望を求めて」 - Kibō o motomete | 2 giugno 2018    | 15 ottobre 2018 |
| 20 | Estarossa procede a torturare Meliodas mentre lo rivela come il leader originale dei 10 Comandamenti e l'erede del Re Demone prima di causare la Guerra Santa tra i demoni e le dee e infine tradirli uccidendo due comandamenti. Melascula, dopo aver fatto guarire il suo corpo da Gloxinia, apprendono che i loro ostaggi sono fuggiti, così tenta di prendere l'anima di Meliodas. Ban, dopo aver detto addio a Elaine, si fa teletrasportare da Gilfrost sul campo di battaglia, distruggendo cinque dei cuori di Melascula, solo per fallire nell'impedire a Estarossa di pugnalare tutti e sette i cuori di Meliodas, uccidendolo. Dopo che i 10 Comandamenti partono per conquistare la Brittania, Elizabeth torna cupamente sul campo di battaglia e piange sul corpo senza vita di Meliodas. Qualche tempo dopo, Elizabeth guarisce i figli di Zalpa con King che offre a Matrona e alla sua famiglia un rifugio nella Foresta del Re delle Fate, Ban viene a patti per la perdita di Elaine e aiuta a difendere Liones mentre Merlin si isola nel suo laboratorio e Gowther viene imprigionato a causa del suo passato come ex Comandamento. Dopo essere tornate a Liones, le Zanne Strane divennero offerte sacrificali dagli abitanti del villaggio che tradivano i Cavalieri Sacri ai Comandamenti per la loro sicurezza. Solo Golgius riesce a fuggire nella Foresta del Bianco sogno prima di perdere conoscenza, per poi svegliarsi nel Boar Hat con Elizabeth che serve i clienti. |                  |                 |
| 21 | Il tepore della certezza 「たしかなぬくもり」 - Tashikana nukumori | 9 giugno 2018    | 15 ottobre 2018 |
| 21 | Combattuto per essere stato salvato dai suoi ex nemici, Golgius si congeda mentre Elizabeth gestisce il Boar Hat mentre si prende cura del corpo di Meliodas, dopo averlo guarito dopo la sua sconfitta ai 10 Comandamenti, ma ora rimane insensibile. Lei e Hawk ricevono la visita del cavaliere che hanno incontrato al festival Vaizel di Gloxinia. Il cavaliere si rivela come il Gran Maestro Sacro Cavaliere Zaratras, resuscitato da Melascula e alimentato dal suo rammarico per non aver visto Dreyfus e Hendrickson manipolati. Zaratras procede con un incantesimo druido per consentire a lui, Elizabeth e Hawk di vedere i ricordi di Meliodas. Viene rivelato che Meliodas ha salvato una bambina Elizabeth durante la distruzione di Danafor, facendolo diventare un Sacro Cavaliere di Liones dopo che il re Bartra l'ha adottata. Meliodas e Merlin, attraverso i presagi di Bartra, riunirono quindi i 7 Peccati Capitali allo scopo di distruggere i 10 Comandamenti. Si scopre quindi che Meliodas è stato maledetto con l'immortalità per aver causato l'Antica Guerra, con Elizabeth fiduciosa che avrebbe onorato la sua promessa di tornare da lei. Nel frattempo, l'anima di Meliodas si risveglia in Purgatorio mentre affronta suo padre, il Re Demone, che intende consumare le emozioni di suo figlio per ripristinare le sue forze, facendo in modo che Meliodas dimentichi Elizabeth e torni al suo sé precedente. A Liones, i Comandamenti iniziano la loro invasione con Estarossa che usa il suo Comandamento dell'Amore per impedire al gruppo di Ban di attaccare a causa dell'odio nei loro cuori. Solo Escanor non ne è influenzato, poiché prova solo pietà piuttosto che odio mentre affronta Estarossa da solo. |                  |                 |
| 22 | Il ritorno del peccatore 「〈罪〉の帰還」 - 〈Tsumi〉 no kikan | 16 giugno 2018   | 15 ottobre 2018 |
| 22 | Escanor colpisce Estarossa con Rhitta, con Estarossa che rivela che il suo contrattacco può reindirizzare gli attacchi fisici. Escanor previene le vittime facendo esplodere Estarossa con la sua magia del Sole Crudele in un lago che evapora rapidamente, mentre il Comandamento usa il suo Black Out per sigillare il secondo Sole Crudele di Escanor. Ma il sole raggiunge il suo punto più alto ed Escanor sopraffa Estarossa brandendo la sua ascia troppo velocemente perché Estarossa possa contrattaccarlo, mentre viene sbalzato in lontananza con Zeldris nonostante il tentativo di quest'ultimo di salvarlo. Mentre Escanor decide di tornare a Liones più tardi nel corso della giornata, il gruppo di Ban viene attaccato dai Cavalieri Sacri che sono caduti sotto il controllo del Comandamento della Pietà di Zeldris e vengono accolti all'arrivo di Derieri e Monspeet. Il capitano Denzel sacrifica la sua vita in modo che il suo corpo possa essere utilizzato dalla dea di livello Soldato Sacro evocata, Nerobasta. Ma Nerobasta rimprovera la sua resurrezione e tenta di fuggire dopo essersi rifiutata di combattere le battaglie degli umani, provocando Derieri a distruggere il suo corpo rianimato per odio verso le Dee. Derieri e Monspeet sentono quindi Elizabeth e Zaratras correre verso Liones mentre Hawk ingoia accidentalmente un pezzo di un demone rosso mentre sua madre respinge i demoni che bloccano la loro strada. Derieri riconosce Elizabeth quando ha accidentalmente usato un potere esclusivo delle Dee con il suo tentativo di ucciderla che viene fermato da un Meliodas rianimato. |                  |                 |
| 23 | Rialzati, eroe! 「英雄、立つ！」 - Eiyū, tatsu! | 23 giugno 2018   | 15 ottobre 2018 |
| 23 | Hawk riporta il tesoro sacro Lostvayne a Meliodas proprio mentre Derieri distrugge il Boar Hat e afferra il suo avversario per farlo attaccare da Monspeet, solo per essere sconfitti da Meliodas che lancia Derieri contro Monspeet e li elimina entrambi con contrattacco. A Liones, il gruppo di Ban informa Bartra della morte di suo fratello prima che Fraudrin e Grayroad si rivelino, con quest'ultimo che prende Jericho e il fratello di Guila, Zeal, tra gli altri ostaggi. Fraudrin rivela che Grayroad è un demone della casta regina che trasforma i suoi ostaggi umani in demoni, usando Dogedo come esempio del fatto che il Comandamento del Pacifismo di Greyroad prende il tempo rimanente di chiunque uccida in sua presenza. Questo fa sì che Gilthunder venga portato via da Gilfrost, che in realtà è Vivian sotto mentite spoglie, mentre Gustaf tenta di salvare sua sorella e Zeal prima di morire per le sue ferite. Una Merlin restaurata appare improvvisamente e congela le uova, rivelandosi immune al comandamento di Greyroad a causa del suo incantesimo dell'Infinito e della sua vera identità di figlia di Belialuin prima di sigillare Grayroad in una provetta. Fraudrin tenta di fuggire prima di essere fermato da Hendrickson con Zaratras che si unisce a quest'ultimo. Fraudrin viene distratto da Hawk abbastanza a lungo da permettere a Zaratras di eliminare il demone da Dreyfus, che apparentemente lo distrugge all'arrivo di Griamore. Zaratra ritorna nell'aldilà mentre dice a Hendrickson e Dreyfus di lasciar andare il loro senso di colpa. Ma Fraudrin sopravvive all'attacco di Dreyfus e viene fermato da Meliodas, entrambi demoni desiderosi di finire la loro lotta di 16 anni fa. |                  |                 |
| 24 | Solo se ci sei tu 「君がいるだけで」 - Kimigairudakede | 30 giugno 2018   | 15 ottobre 2018 |
| 24 | Ban e Merlin percepiscono qualcosa di diverso in Meliodas mentre lui sopraffa Fraudrin e lo sminuisce come comandamento sostituto. Questo costringe Fraudrin a tentare un attacco suicida che distruggerebbe tutti a Liones, ma vedere Griamore fa sì che Fraudrin si renda conto di aver imparato a prendersi cura di lui, nonostante finga di essere Dreyfus per nascondere la sua presenza. Quando Griamore afferra Fraudrin ed erige un sigillo in modo che solo loro muoiano, il demone si rende conto di ciò che ha motivato il tradimento di Meliodas in passato e cessa il suo attacco permettendo a Meliodas di ucciderlo, cosa che fa senza cuore. Merlin spiega la natura della maledizione di Meliodas a Escanor, ovvero che Meliodas perde alcune delle sue emozioni ogni volta che muore e rivive essendo leggermente regredito al suo sé originale come demone. In seguito si tengono i funerali per i morti, con Bartra che insiste sul fatto che tutti i rancori del passato devono essere messi da parte per la loro sopravvivenza. Uno scoraggiato Meliodas viene poi trovato tra le rovine del Boar Hat da Elizabeth, che lo conforta per quanto sia inorridito dal piacere di uccidere Fraudrin. Ammette anche in lacrime di aver paura di diventare il vecchio sé, anche se ciò significa tenere Elizabeth al sicuro dai 10 Comandamenti. Merlin restaura la città distrutta e rivela anche che tutti gli umani ridotti in schiavitù dal comandamento di Zeldris sono partiti per Camelot. Ban rivela che Elaine è ancora viva. Merlin ragiona che Zeldris e Melascula devono essere ancora vivi insieme a Drole, Gloxinia ed Estarossa. Mentre Jericho piange suo fratello, eredita la magia del ghiaccio di Gustav, mentre Gowther, su richiesta di Meliodas, viene rilasciato in libertà vigilata. Meliodas decide che tutti i 7 Peccati Capitali devono andare in guerra insieme, mentre Elizabeth promette di rimanere sempre al suo fianco. |                  |                 |

### The Seven Deadly Sins - Wrath of the Gods
| Nº | Titolo italiano Giapponese 「Kanji」 - Rōmaji | In onda          | In onda       |
| Nº | Titolo italiano Giapponese 「Kanji」 - Rōmaji | Giapponese       | Italiano      |
| 1  | La luce che dissolve l'oscurità 「闇を払う光」 - Yami wo Harau Hikari | 9 ottobre 2019   | 6 agosto 2020 |
| 1  | Ban e Meliodas sconfiggono un gruppo di demoni, salvando gli abitanti del villaggio che erano stati catturati come cibo per i demoni dopo essere caduti in una trappola tesa da un altro villaggio a Camelot. Mentre i due si accampano, Meliodas ricorda come il suo potere aumenti esponenzialmente quando ritorna al suo precedente sé demoniaco, ma anche la paura di perdere se stesso che ne deriva. I due continuano a partire per sradicare i demoni, rintracciando la trappola in un villaggio di Camelot, dove i Dieci Comandamenti hanno fatto la loro roccaforte. Nel villaggio, un giovane ragazzo di nome Peliodas che aspira ad essere il Peccato d'Ira del Drago (Meliodas) tenta di combattere i demoni per impedire alla sua comunità di catturare continuamente sacrifici per loro, ma fallisce. Alla fine vengono salvati da Ban e Meliodas, insieme a Gowther, Escanor, Merlin ed Elisabeth. Il Re di Liones nomina Howzer come nuovo Grande Cavaliere Sacro ad interim, che ha bisogno di un leader per risorgere durante quest'epoca buia. In privato, il Re rivela agli attuali 5 membri dei Sette Peccati Capitali una sua premonizione: i Peccati si riuniranno quando la luna splenderà a mezzogiorno e la nebbia aleggierà bassa nella capitale reale. Nella Foresta del Re delle Fate, gli ultimi 2 membri Diane e King si incontrano inaspettatamente in un fiume balneabile. |                  |               |
| 2  | Ricordi della Guerra Sacra 「聖戦の記憶」 - Seisen no Kioku | 16 ottobre 2019  | 6 agosto 2020 |
| 2  | Diane e King, non sapendo del risveglio di Meliodas, piangono insieme la sua morte. Poiché i clan dei giganti e delle fate ora vivono insieme nella foresta del re delle fate, King ha creato una barriera per respingere i demoni e la pace culmina in un festival di danza. Durante la danza, Gerheade ha una visione del primo Re delle Fate, Gloxinia, che è grata di essere viva. Quando la danza si ferma, però, tutti si rendono conto che Diane e King sono scomparsi, i due sono stati teletrasportati da Drole e Gloxinia. I due ex re promettono di ucciderli a meno che non superino con successo una prova dopo averli completamente sconfitti. Drole e Gloxinia trasportano rispettivamente Diane e King nel loro sé passato, al fine di aiutarli a determinare se hanno fatto la scelta giusta 3.000 anni fa e sono finiti per essere membri dei Dieci Comandamenti. Diane e King guardano attraverso gli occhi di Drole e Gloxinia mentre combattono al fianco di Meliodas e di un membro del clan delle Dee che assomiglia molto a Elizabeth contro il Clan dei Demoni. |                  |               |
| 3  | Sia fatta la luce 「光あれ」 - Hikari Are | 23 ottobre 2019  | 6 agosto 2020 |
| 3  | King e Diane scoprono quanto siano potenti Gloxinia e Drole, in grado di affrontare facilmente i Dieci Comandamenti. Gli umani che salvano dal Clan dei Demoni finiscono per unirsi al loro gruppo, Stigma, per combattere nella Guerra Santa, con il loro leader Lou che è un uomo molto simile a Ban. Mentre Stigma si riunisce nella Foresta del Re delle Fate, King incontra Gerheade, che rivela che lei e Gloxinia sono fratelli. Stigma incontra quindi Ludociel, uno dei quattro arcangeli e i guerrieri più forti del Clan delle Dee, che incita tutti a sradicare completamente i demoni, con grande orrore di Elizabeth. Elizabeth, che crede nella lotta per la pace e non per la distruzione, esorta Ludociel a riconsiderare la questione e, quando fallisce, se ne va per negoziare con un'imminente ondata di demoni, guidati da Derieri e Monspeet. Derieri accetta di andarsene pacificamente se Elizabeth restituisce i loro compagni catturati, ma Ludociel presenta allegramente ai demoni una barriera di luce, un'Arca Omega, contenente i corpi feriti di migliaia di demoni, uno dei quali è la sorella di Derieri, prima di ucciderli tutti. I negoziati si interrompono e la Guerra Santa raggiunge il suo culmine. King affida a Lou e agli umani il compito di proteggere la Foresta e Gerheade durante la sua assenza e si precipita ad aiutare Diane. |                  |               |
| 4  | I Dieci Comandamenti contro i Quattro Arcangeli 「〈十戒〉vs.〈四大天使〉」 - <Jikkai> vs. <Yondai Tenshi> | 30 ottobre 2019  | 6 agosto 2020 |
| 4  | Derieri fa perdere i sensi a Elizabeth per la rabbia, credendo che stesse mentendo loro per tutto il tempo sul voler fare pace con il Clan dei Demoni. Gli Arcangeli Tarmiel e Sariel arrivano quindi per eliminare l'esercito dei demoni usando un potente incantesimo Omega Ark, ma i membri dei Dieci Comandamenti che guidano l'esercito riescono a sfuggire all'esplosione e a lottare contro gli Arcangeli, con Derieri che perde il braccio sinistro a causa di Sariel. All'interno del quartier generale di Stigma, Ludociel affida a Nerobasta il compito di sorvegliare la Porta del Cielo in modo da permettere i rinforzi dal resto del clan e parte per unirsi ai combattimenti. A sua insaputa, Gowther e Melascula si sono infiltrati nel quartier generale e attualmente controllano Nerobasta. Sul campo di battaglia, Derieri e Monspeet sacrificano sei dei loro sette cuori per liberare un'enorme quantità di potere, trasformandosi in orribili creature il cui unico istinto è quello di distruggere, chiamate Indra, ponendoli in una posizione di vantaggio. Meliodas, King e Diane trovano Elizabeth priva di sensi in una barriera eretta da Sariel prima dell'inizio della battaglia. Meliodas sceglie di tirarla fuori, bruciandosi gravemente le braccia a causa del potere delle dee. Sebbene Elizabeth si lamenti, torna rapidamente sul campo di battaglia mentre il potere di Monspeet distrugge la foresta, dichiarando che fermerà la guerra. |                  |               |
| 5  | Vortice di emozioni 「感情メイルストローム」 - Kanjō Meirushutorōmu | 6 novembre 2019  | 6 agosto 2020 |
| 5  | Elizabeth usa un incantesimo "Sia alla luce" per purificare Derieri e Monspeet con l'aiuto di Sariel e Tarmiel, mentre Meliodas impedisce a Ludociel di interferire. Elizabeth discutendo con Ludociel, che sostiene che i demoni non sono degni di essere salvati, lei sostiene su chi e cosa decide il valore degli altri quando la luce e l'oscurità cadono allo stesso modo su tutti. Ludociel, sopraffatto, chiama telepaticamente Nerobasta per chiedere rinforzi, risvegliandola dalla sua trance mentre Gowther e Melascula stanno tentando di trasformare la Porta del Paradiso nella Porta dell'Inferno. Nerobasta chiama invece gli umani nella Foresta del Re delle Fate, solo per far capire a Gerheade che Lou e le sue truppe erano in realtà complici dei demoni, massacrando altri membri che erano stati ingannati. Drole e Gloxinia si precipitano al quartier generale delle Dee, la Luce della Grazia, mentre Meliodas rimane indietro per prendersi cura di Elizabeth, che è crollata dopo aver esaurito il suo potere. Lì, ingaggiano un combattimento con Gowther e gli rivelano inavvertitamente la loro identità. Melascula è furiosa dopo aver capito che Gowther l'ha manipolata per evocare non la Porta dell'Inferno, ma la porta della Prigione del Reame Demoniaco, dove il vero corpo di Gowther, un demone paraplegico, appare dall'interno. Rivela a Drole e Gloxinia scioccati che il Gowther con cui hanno parlato è una bambola che ha creato. dicendo addio a loro e a Melascula. |                  |               |
| 6  | Ciò che chiamiamo amore 「それをボクらは愛と呼ぶ」 - Sore wo Bokura wa Ai to Yobu | 13 novembre 2019 | 6 agosto 2020 |
| 6  | Gowther informa King e Diane del tradimento degli umani, spingendo King a tornare nella foresta. Diane rimane a parlare con Gowther, che è contento che la Guerra Santa finirà presto perché dà un senso alla sua morte. Recide il legame tra lui e la bambola Gowther, dando alla bambola la senzienza in modo che possano prendere strade separate. Gowther chiede che Diane sia l'amica della bambola Gowther in futuro e restituisce i suoi ricordi mancanti. Nella foresta, Gerheade tenta di ragionare con Lou e le viene distrutto l'occhio destro e le vengono tagliate le ali e le gambe. Lou si chiede perché non abbia usato i suoi poteri e Gerheade ammette di aver esaminato i suoi ricordi e di aver scoperto un umana che le assomigliava. Lou rivela che la ragazza che ha visto è stata uccisa da Stigma dopo che il villaggio si è preso cura di un demone ferito ma gentile. Così si rende conto di aver commesso atrocità come lo stigma, ma Gerheade lo conforta. Lou giura di proteggerla se si reincarnase. Proprio in quel momento, King torna e trova Lou con in mano una Gerheade collassata. Scambiandola per morta, lo attacca ma alla fine si ferma, ricordando come ha fatto lo stesso con Ban, anche se trova Lou già morto. Dietro di lui, il vero Gloxinia ha ucciso Lou. King si risveglia nel presente, dove Gloxinia ammette di essere precipitato in una caduta del male da quel momento in poi e si congratula con King per aver cambiato la storia. In passato, Zeldris ha attraversato il Cancello e si è posato vicino a Diane e ai Gowther. |                  |               |
| 7  | Sette Peccati Capitali, unitevi! 「いざ、大罪集結へ！！」 - Iza, Taizai Shūketsu e!! | 20 novembre 2019 | 6 agosto 2020 |
| 7  | Diane combatte Zeldris, dando ai Gowther il tempo di fermare la Guerra Santa. Avendo preso in prestito il potere del Re Demone, Zeldris sigilla il potere di Diane e le permette di scegliere se morire o unirsi ai Dieci Comandamenti. Nel presente, Drole narra gli eventi del passato mentre accadono, ma se Diane muore nel passato non potrà mai più tornare. Zeldris parla con Diane del passato di Drole, che era alienato dagli altri giganti a causa della sua pelle blu, il che ricorda a Diane come fosse allo stesso modo un'emarginata a causa della sua scarsa visione del combattimento. Diane si risveglia nel presente, avendo scelto di scappare, qualcosa che un gigante non farebbe mai, scioccando Drole. Diane poi bacia King, poiché ora ha i suoi ricordi restituiti a lei, e i due confessano i loro sentimenti l'uno per l'altra. Attraverso ciascuno dei loro viaggi, King si rende conto che gli sono cresciute anche minuscole ali, che Gloxinia assicura cresceranno di dimensioni man mano che matura sia mentalmente che fisicamente. Mentre Gloxinia si riunisce con sua sorella, Gerheade gli mostra Oslow, che il primo capisce essere Lou reincarnato e che l'ha davvero protetta per tutto questo tempo. Gloxinia decide di disertare dai Dieci Comandamenti e proteggere la Foresta al posto del Re, permettendo ai due di riunirsi con tutti gli altri. Diane promette di restituirgli il cuore perduto di Gowther, cosa che Re Bartra offre, ma Gowther fugge per la paura. Merlin rimpicciolisce Diane mentre lei e gli altri Peccati lo inseguono. |                  |               |
| 8  | La bambola che cerca l'amore 「人形は愛を乞う」 - Ningyō wa Ai wo Kou | 27 novembre 2019 | 6 agosto 2020 |
| 8  | Durante la ricerca di Gowther, Meliodas dice a Ban che il comandamento dell'altruismo cancella i ricordi e le emozioni di coloro che lo desiderano. Mentre Gowther si nasconde, ricorda vagamente una giovane donna, ma si prepara a usare il suo potere su se stesso per dimenticarlo, ritenendo il ricordo è un malfunzionamento. Un flashback rivela che 45 anni fa, quando Gowther aveva ancora le sue emozioni e il suo cuore, fu trovato dall'allora principessa di Liones, Nadja, che era la sorella maggiore malata di re Bartra. Gowther, rendendosi conto di essere stato addormentato dalla fine della Guerra Santa, seppellisce il corpo del demone Gowther. Nadja lo visita spesso per passare del tempo con lui e lui le rivela la sua identità. Gowther, che si è innamorato di lei, si rende conto che il cuore di Nadja smetterà presto di battere e dopo la sua morte la spoglia parzialmente e rimuove il suo cuore nel tentativo di riportarla in vita. Alle guardie che arrivarono dalle sue grida angosciate, sembrò che avesse ucciso la principessa, guadagnandosi il Peccato di Lussuria. Dopo essere stato condannato a morte, Gowther decide di abbandonare il suo cuore per liberarsi del dolore emotivo e fisico. Nel presente, Diane gli impedisce di cancellare di nuovo i suoi ricordi e gli dice che sebbene i ricordi possano essere dolorosi, sono preziosi. Merlin, dopo aver esaminato il cuore di Gowther, rivela che non c'è mai stata alcuna magia al suo interno per tutto questo tempo, spingendolo ad accettare il dolore del passato. |                  |               |
| 9  | Gli amanti maledetti 「呪われし恋人たち」 - Norowareshi Koibito-tachi | 4 dicembre 2019  | 6 agosto 2020 |
| 9  | Un famiglio di Merlin cerca Artù a Camelot, ma viene trovato da Zeldris, che lo usa per maledire Merlin. Diane chiede come il creatore di Gowther abbia posto fine alla Guerra Santa, dato che l'idea era che il Clan delle Dee si fosse sacrificato per sigillare il Clan dei Demoni, ma Gowther si rifiuta di rispondere, rattristato. Diane dice a Elizabeth che c'era una Dea che le assomigliava con Meliodas 3000 anni fa, ed Elizabeth ricorda che Caino disse che c'era una Elizabeth a Danafor che era anche la ragazza di Meliodas. Elizabeth chiede a Meliodas delle coincidenze con i suoi omonimi, ma Meliodas non risponde. Merlin è febbricitante la mattina dopo ed Elizabeth incontra telepaticamente Zeldris quando cerca di guarirla. Zeldris chiama Elizabeth una dea maledetta che tortura Meliodas. È morta, ha perso i ricordi della sua vita passata, si è reincarnata e ha incontrato Meliodas più e più volte. L'Elizabeth dei giorni nostri è la dea Elizabeth di 3000 anni fa. Elizabeth è felice perché significa che è sempre stata con Meliodas, ma Zeldris dice che lo ha torturato e restituisce i suoi ricordi delle sue vite passate. Merlin si sveglia. Elizabeth esce per prendere un po' d'aria da sola, contenta di poter ricordare il tempo trascorso con lui. I Sette Peccati Capitali si mettono in viaggio per liberare Camelot, lasciando Ban ratristato. La barriera intorno alla città è tenuta da Melascula e se la uccidono, l'incantesimo che tiene in vita Elaine finirà. Elizabeth rimane invischiata nei ricordi delle sue vite passate, urlando di tragedie accadute millenni fa. I suoi occhi brillano di arancione, occhi della Dea, e crolla. Meliodas è disperato. Se tutti i suoi ricordi torneranno, morirà entro tre giorni.                                                |                  |               |
| 10 | È così che viviamo 「それが僕らの生きる道」 - Sore ga Bokura no Ikirumichi | 11 dicembre 2019 | 6 agosto 2020 |
| 10 | Meliodas rivela al resto dei Peccati che lui ed Elizabeth sono stati maledetti rispettivamente dal Re Demone e dalla Dea Suprema: sarà immortale e non morirà mai, ma Elizabeth si reincarnerà costantemente e Meliodas sarà costretto a guardare ogni volta la sua morte. Ciò era dovuto al fatto che avevano stretto una relazione nonostante provenissero dai clan dei Demoni e delle Dee. Dopo la fine della Guerra Santa, Meliodas vagò per il continente dopo aver scoperto la morte dell'originale Elizabeth, solo per incontrare la sua reincarnazione, un umana che non aveva alcun ricordo di lui. Mentre la loro relazione si approfondiva di nuovo, l'occhio destro della nuova Elizabeth divenne un simbolo della Dea, confermando i sospetti di Meliodas sul fatto che lei fosse un'incarnata, e le narrò il passato, il che spinse anche il suo occhio sinistro a prendere il simbolo. Elizabeth, dopo aver riacquistato i suoi ricordi, racconta a Meliodas delle loro rispettive maledizioni e rivela che morirà tre giorni dopo aver riacquistato i suoi ricordi. Meliodas ha incontrato 107 Elisabeth e ne ha viste morire 106. Meliodas ha deciso di lavorare con Merlin per spezzare la maledizione, con Zeldris, che è in grado di prendere in prestito il potere del Re Demone, ma questo richiede la riapertura della Bara dell'Oscurità Eterna dove sono sigillati i Dieci Comandamenti, cosi Meliodas rifiutà. Tuttavia, Fraudrin è stato restaurato da un adoratore di demoni dopo aver sacrificato tutti i cittadini di Danafor e ha ucciso Liz, l'allora reincarnazione di Elizabeth, per usare il suo sangue di Dea per riaprire la bara, anche se fallisce. Meliodas distrusse Danafor nell'angoscia e nella rabbia, solo per riscoprire la figlia appena nata di una donna che era l'attuale Elizabeth. |                  |               |
| 11 | Il nemico non riposa 「怨念たちは眠らない」 - Onnen-tachi wa Nemuranai | 18 dicembre 2019 | 6 agosto 2020 |
| 11 | I Sette Peccati Capitali si avvicinano alla città in rovina di Coland, che è la fonte di una distorsione dimensionale che impedisce loro di accedere a Camelot. Avvicinandosi notano Zeldris in attesa all'ingresso. Meliodas lo attacca all'istante solo per scoprire che è stata una trappola tesa da Melascula. Intrappola Meliodas nella sua oscurità e fa in modo che gli altri peccati combattano un esercito di scheletri alimentati dall'energia oscura del capitano intrappolati. La mente di Diane viene sopraffatta dai pensieri odiosi delle persone uccise. Gowther cerca di aiutare ma fallisce, Helbram si offre come il colpevole responsabile del massacro della città nel suo odio contro gli umani. Non è ancora abbastanza per salvare Diane fino a quando Elizabeth non arriva e usa la sua Arca per purificare il risentimento degli spiriti e salvarla. |                  |               |
| 12 | L'amore è il potere di una fanciulla 「愛は乙女の力」 - Ai wa Otome no Chikara | 25 dicembre 2019 | 6 agosto 2020 |
| 12 | Melascula comparve davanti ai Sette Peccati Capitali. Si trasforma in un serpente gigante, la sua vera forma, e attaccò Ban. È stato salvato da lei da Elaine, i cui sentimenti per Ban l'hanno portata a trasformarsi. Con l'aiuto dei poteri della Dea di Elizabeth, Melascula fu sigillata. Nel frattempo, Meliodas è fuggito dal Bozzolo dell'Oscurità a costo delle sue emozioni, e si oppone a loro con ostilità. Di fronte a lui c'è per primo l'uomo più forte del mondo, Escanor. |                  |               |
| 13 | Il più forte contro il male più grande 「最強 vs. 最凶」 - Saikyō vs. Saikyō | 8 gennaio 2020   | 6 agosto 2020 |
| 13 | Meliodas ed Escanor si affrontano in una grave battaglia. Meliodas e immensamente forte, ma Escanor è riuscito a sopraffatto perché era mezzogiorno. Dopo la conclusione della feroce battaglia di Meliodas ed Escanor a Coland, i Sette Peccati Capitali portano Meliodas ferito a Camelot mentre cercano di chiedere aiuto a Re Artù. Nel frattempo Lord Orlondi trova re Artù e lo porta nel suo nascondiglio segreto dove si trovavano Nanashi e molti dei suoi sudditi. Dopo un po' di tempo, Nanashi dice ad Arthur di mettere in moto il loro piano. Cioè recuperare la spada sacra 'Excalibur'. D'altra parte, in Camelot il Re Demone ordina a Zeldris di andare a salvare Meliodas ora che è diventato il suo vero e passato sé. |                  |               |
| 14 | Una nuova minaccia 「新たなる脅威」 - Aratanaru Kyōi | 15 gennaio 2020  | 6 agosto 2020 |
| 14 | Impegnato nel compito di salvare Meliodas, Zeldris tenta di raccogliere i Dieci Comandamenti rimanenti, ma non ottiene risposta. Appaiono Chandler e Cusack, rispettivamente il padrone di Meliodas e il suo. Chandler si offre di salvare personalmente Meliodas che trova facilmente e riesce a mettere alle corde i Sette Peccati Capitali. |                  |               |
| 15 | Per il capitano 「団長へ」 - Danchō e | 22 gennaio 2020  | 6 agosto 2020 |
| 15 | I Sette Peccati Capitali combattono Chandler con tutto ciò che hanno. Ma il Demone si dimostra troppo potente e subisce una trasformazione come ultimo tentativo di riprendersi Meliodas. |                  |               |
| 16 | La fine dei Sette Peccati Capitali 「〈七つの大罪〉終結」 - Nanatsu no Taizai Shūketsu | 29 gennaio 2020  | 6 agosto 2020 |
| 16 | I Sette Peccati Capitali vengono salvati da Chandler da Gloxinia e Drole che sacrificano le loro vite per guadagnare tempo per fuggire. Tuttavia, Chandler li rintraccia di nuovo e Meliodas finalmente si risveglia per rivelare che troverà un modo per spezzare la maledizione sua e di Elizabeth, ma poiché non può lavorare con i suoi ex compagni di squadra, Meliodas scioglie i Sette Peccati Capitali. |                  |               |
| 17 | La nostra scelta 「ボクたちの選択」 - Bokutachi no Sentaku | 5 febbraio 2020  | 6 agosto 2020 |
| 17 | Meliodas, arrivato al palazzo dei demoni insieme ad Elizabeth e Chandler, rivendica il trono. Estarossa intanto si sveglia e si unisce al combattimento fra Zeldris e Meliodas. Meliodas e Zeldris vogliono il trono, invece Estarossa vuole Elizabeth. Meliodas convince Zeldris ad aiutarlo dicendogli qualcosa sottovoce. Decidono così di rubare i Comandamenti ai demoni che li avevano ricevuti per donarli a Meliodas e far sì che abbia tanto potere quanto il Re dei Demoni confinato in Purgatorio. Elizabeth però, temendo per la salute dell'amato, non vuole che Meliodas diventi Re dei Demoni per salvarla. Decide così di aiutare i Peccati a fermarlo. I sei Peccati scoprono che i sentimenti di Meliodas sono nel Purgatorio e che Hawk è un portale di collegamento fra i due mondi. Ban decide così di farsi mandare nel Purgatorio per recuperare i sentimenti che servono per far tornare Meliodas quello di prima. |                  |               |
| 18 | L'avanzata dei Santi 「聖者の行進」 - Seija no Kōshin | 12 febbraio 2020 | 6 agosto 2020 |
| 18 | Dreyfus, Hendrickson e la principessa Margaret cercano Gilthunder, rapito da Vivian. Mentre viaggiano, un portale li collega a un importante santuario druido. Quella era la città natale di Merlin che era considerata una bambina prodigio e che quindi era voluta come alleata sia dai Demoni che dalle Dee. Per farsi convincere Merlin chiede un dono a entrambi, ma dopo averlo ricevuto rifiuta di scegliere una delle due parti e questo causa la distruzione della città. Margaret offre il proprio corpo a Ludociel per salvare Gilthunder. Ludociel uccide Vivian e libera il cavaliere. Hendrickson venera ciecamente Ludociel anche se gli altri sono dubbiosi della sua bontà dell'Arcangelo. Zeldris intanto, arrivato al Boar Hat per prendere Grayroad e Melascula, tratta con Merlin la consegna dei due Comandamenti. Merlin fa quindi liberare tutti gli ostaggi catturati dal Comandamento della Pietà, anche se, al momento della consegna dei Comandamenti, Ludociel colpisce Zeldris con un'esplosione di fuoco |                  |               |
| 19 | Il patto della Guerra Santa 「聖戦協定」 - Seisen Kyōtei | 19 febbraio 2020 | 6 agosto 2020 |
| 19 | I Peccati, Ludociel e gli altri due Arcangeli, Sariel e Tarmiel, arrivano a Lyonesse dove vengono accolti come eroi. Ludociel propone al regno di Lyonesse di entrare a far parte dell'Alleanza Stigma e ai Peccati di allearsi per fermare Meliodas e il clan dei Demoni. Entrambi accettano, ma Gilthunder non è contento. L'ordine delle Pleiadi del Cielo Azzurro si oppone al clan delle Dee perché Nerobasta aveva ucciso il loro capitano. Ludociel spiega che anche le Dee hanno subito molte perdite e che è dispiaciuto della morte del comandante, calmando così i cavalieri. Hendrickson vorrebbe sapere dov'è il quarto Arcangelo e Ludociel gli spiega che è stato ucciso da Estarossa. |                  |               |
| 20 | Figlio della speranza 「希望の子」 - Kibō no Ko | 26 febbraio 2020 | 6 agosto 2020 |
| 20 | Arthur e il gatto Cath arrivano al castello di Camelot. Mentre si intrufolano, Zeldris, Cusack e Chandler li scoprono, così Cath, con il potere della telecinesi, si offre di rallentarli per lasciare ad Arthur la possibilità di prendere Excalibur. Arrivato nella sala con la spada, Arthur riesce ad estrarla, ma è subito costretto a combattere contro Meliodas, persona che una volta ammirava, e gli altri demoni che hanno sconfitto Cath. La spada è impregnata delle anime dei suoi precedenti padroni, i più forti del clan degli Umani. Per questo motivo ha un potere enorme, ma anche il suo possessore deve averlo per poter usarla senza morire. Intanto a Lyonesse, Escanor si scontra con Ludociel. L'Arcangelo spiega che il potere posseduto da Escanor è la Grazia del quarto Arcangelo. Secondo Ludociel questo potere porterà alla morte del suo possessore. Mentre Merlin sta ricostruendo Gowther, scopre che Arthur è in pericolo e decide di volerlo salvare. |                  |               |
| 21 | L'inizio della Guerra Santa 「聖戦の幕開け」 - Seisen no Makuake | 4 marzo 2020     | 6 agosto 2020 |
| 21 | Arthur combatte contro i 4 demoni pur facendo molta fatica per colpa di Excalibur. Merlin lo va a salvare, ma a causa di un incantesimo fatto da Cusack, Arthur si uccide. Merlin dopo essersi ripresa decide di organizzare tre squadre di combattimento: una per difendere Lyonesse (tra cui Dreyfus), una per attaccare Camelot (tra cui Ludociel e Gilthunder) e una per sconfiggere l'esercito dei demoni (quella più numerosa, tra cui Howzer e i Sette Peccati Capitali). Alcuni cavalieri di quest'ultimo esercito a causa di un incantesimo fatto da Ludociel, si credono invincibili. |                  |               |
| 22 | La guerra flagella Britannia 「戦禍のブリタニア」 - Senka no Buritania | 11 marzo 2020    | 6 agosto 2020 |
| 22 | La Guerra Santa infuria mentre King e Diane sono supportati da Elizabeth e dagli Arcangeli per aiutare i Cavalieri Sacri sul campo di battaglia, Elizabeth riesce a convincere alcuni dei demoni meno violenti a ritirarsi mentre lavora per curare Deathpierce e gli altri Cavalieri Sacri che sono troppo illusi dal Respiro della Benedizione di Ludociel per rendersi conto delle loro ferite. Nel frattempo, in un villaggio vicino, Annie si dirige verso Monspeet e Derieri mentre la gente del suo villaggio sta evacuando a causa della guerra che si avvicina. I due Demoni decidono di rinunciare ai loro comandamenti quando vedono Annie uccisa da Estarossa, Monspeet che usa la sua Stella Truccata per impedirgli di mangiare la sua anima. Monspeet usa quindi la tecnica per trattenere Estarossa dopo aver rivelato la sua intenzione di rivendicare i loro comandamenti, spiegando che solo Meliodas e Zeldris possono resistere a più comandamenti. Ma quando Estarossa riesce ad afferrare Derieri per strapparle il cuore rimasto, Monspeet si sacrifica per incassare il colpo mortale e garantire la fuga di Derieri, lamentandosi di non dover mai confessare il suo amore per lei. |                  |               |
| 23 | Deformato dall'oscurità 「闇に歪む者」 - Yami ni Yugamu Mono | 18 marzo 2020    | 6 agosto 2020 |
| 23 | Estarossa raggiunge Derrieri sul campo di battaglia di Howzer, ma viene attaccato da Sariel e Tarmiel. Durante il combattimento scoprono che Estarossa è immune al potere "Arca". Il demone, per sconfiggere gli Arcangeli, assorbe i poteri di Galand. Gli Arcangeli sono costretti a usare le loro Grazie, ma comunque si trovano in difficoltà contro Estarossa. Il Comandamento dell'Amore decide di assorbire anche il potere di Monspeet avendo così il Comandamento dell'Amore (il suo), quello della Verità (di Galand) e quello della Reticenza (di Monspeet). |                  |               |
| 24 | L'amore imperversa 「暴走する愛」 - Bōs | 25 marzo 2020    | 6 agosto 2020 |
| 24 | Estarossa prova a catturare Elizabeth, ma lei viene difesa da molti cavalieri. Durante il combattimento Sariel e Tarmiel lasciano i corpi di cui si erano impossessati. Il demone riesce a catturarla e le rivela di essere sempre stato innamorato di lei. Estarossa, a causa dei Comandamenti assunti e della rabbia nei confronti del fratello, crede di essere Meliodas. Il Comandamento dell'Amore però non è in sè e Elizabeth capisce che in realtà lui non vorrebbe tutto questo. La principessa, dopo aver curato i cavalieri feriti, viene portata via dal demone. |                  |               |

### The Seven Deadly Sins - Dragon's Judgement
| Nº | Titolo italiano Giapponese 「Kanji」 - Rōmaji | In onda          | In onda           |
| Nº | Titolo italiano Giapponese 「Kanji」 - Rōmaji | Giapponese       | Italiano          |
| 0  | Great Charming Emission Special 「魅力大放出スペシャル」 - Miryoku Dai Hōshutsu Supesharu | 6 gennaio 2021   | -                 |
| 1  | Dal purgatorio 「煉獄より」 - Rengoku Yori | 13 gennaio 2021  | 28 giugno 2021    |
| 1  | Mentre King, Gowther, Hawk, Tarmiel, Sariel e Derrieri si dirigono verso il Teatro del Paradiso per salvare Elizabeth da un instabile Estarossa, Merlin, Escanor, Ludociel, Gilthunder e Hendrickson trovano la strada per Meliodias bloccata da Zeldris mentre Cusack e Chandler assumono le loro forme demoniache in riconoscimento dei loro forti avversari. Durante il combattimento, Hendrickson protegge Ludociel da un attacco dato che risiede ancora nel corpo di Margaret. Nel frattempo in Purgatorio, Ban si sforza di non trasformarsi completamente in un'anima perduta e finisce in una lotta lunga anni con uno spirito drago che alla fine si rende conto essere le emozioni di Meliodas. |                  |                   |
| 2  | Incontro con l'ignoto 「未知との遭遇」 - Michi to no Sōgū | 20 gennaio 2021  | 28 giugno 2021    |
| 2  | Ban si riunisce con l'incarnazione emotiva di Meliodas, che spiega di aver perso la speranza di trovare una via d'uscita dal Purgatorio secoli fa. Mentre è infastidito dal fatto che Ban non abbia una via di fuga pianificata, Meliodas è felice di vedere Ban mentre i due procedono a fare vestiti da una delle creature native che hanno adottato le condizioni estreme del Purgatorio della dimensione. I due si rendono presto conto che il Re dei Demoni è probabilmente il punto di uscita e decidono di cercarlo, guadagnando un alleato in un cinghiale di nome Wild che li stava osservando. Wild dà rifugio ai due quando si abbatte una calda tempesta di sabbia, rivelandosi come il fratello maggiore di Hawk che il Re dei Demoni ha rapito quando era appena nato. Meliodas vede il motivo poiché il Re dei Demoni aveva bisogno di un compagno animale che non sarebbe morto facilmente, con lui e Ban che raccontano a Wild di Hawk. A Camelot, la Forza d'Assalto inizia la sua battaglia contro i demoni prima che Zeldris decida di rilasciare il suo potere originale, ricordando la promessa che Meliodas gli ha fatto di liberare la sua amata Gelda. |                  |                   |
| 3  | Un amore ostinato 「途なる想い」 - Ichizu Naru Omoi | 27 gennaio 2021  | 28 giugno 2021    |
| 3  | In Purgatorio, Meliodas riporta alla luce il tragico passato di Zeldris mentre lui, Ban e Wild si dirigono verso il Re dei Demoni. Spiega che la Razza dei Vampiri, vassalli dei Demoni, ha tentato un colpo di stato quando è iniziata la Guerra Santa e il Re dei Demoni ordinò a Zeldris di giustiziarli insieme alla sua amata Gelda. A Camelot, dopo aver appreso che Gelda è ancora viva dopo che i vampiri liberati sono stati uccisi dai Sette Peccati Capitali e deciso a dare i Comandamenti a suo fratello, Zeldris rivela il suo vero potere: la Nebula Minacciosa. La Forza d'Assalto viene sopraffatta quando Merlin deduce la natura della Nebula Minacciosa, nota anche come contrattacco, e come essa e la magia del Re dei Demoni rendano Zeldris un avversario difficile. Anche dopo che Zeldris ha aumentato l'attrazione dell'attacco con Gilthunder ferito nel proteggere il corpo di Margaret dall'attacco del demone, Escanor non ne è influenzato poiché presume che lo stato dell'Uno cambi le sorti a favore del suo gruppo. |                  |                   |
| 4  | Le vittime della Guerra santa 「聖戦の犠牲者」 - Seisen no Giseisha | 3 febbraio 2021  | 28 giugno 2021    |
| 4  | Sebbene Escanor riesca a sopraffare Zeldris, Chandler riconosce il suo potere come quello dell'Arcangelo Mael e usa l'Oscurità per costringerlo bruscamente alla sua forma abituale. Chandler e Cusack stavano per attaccare quando gli effetti del Doppio Impatto che Merlin usò su di loro ebbero effetto per ostacolarli a tempo indeterminato. Anche se uno Zeldris ferito rompe gli incantesimi di Merlin, Ludociel lo sconfigge e dichiara la vittoria e la gioia di vendicare finalmente Mael. In Purgatorio, Meliodas si rende conto di non ricordare nulla di Estarossa quando gli viene chiesto di lui mentre il Re dei Demoni si rivela. Il trio combatte il Re dei Demoni e viene immediatamente sopraffatto, Meliodas rivela che il potere magico del Sovrano rende i loro attacchi inutili contro di lui. Il Re dei Demoni rivela che anche lui non riesce a ricordare nulla di Estarossa e lo deduce come un'invenzione che solo il Comandamento Gowther poteva fare. Al Teatro del Paradiso, King, Tarmiel, Sariel e Derrieri combattono contro Estarossa mentre Gowther osserva. All'interno della messa nera di Estarossa, Elizabeth ha una realizzazione che rompe l'incantesimo del Comandamento Gowther e colpisce tutti coloro che si trovano sotto di esso poiché Estarossa si rivela essere Mael. |                  |                   |
| 5  | Un tragico colpo 「悲しき一撃」 - Kanashiki Ichigeki | 10 febbraio 2021 | 28 giugno 2021    |
| 5  | Gowther rivela a un confuso Mael che il suo creatore ha usato un incantesimo proibito per porre fine alla Guerra Santa 3.000 anni fa, alterando i ricordi di Mael e di coloro che lo conoscevano. Mentre Gowther offrì la sua vita come penitenza per il suo ruolo nell'incantesimo, Mael decise invece di uccidere i suoi amici. Mentre King lotta contro Mael, Sariel convince Tarmiel che devono combattere contro Mael poiché i Comandamenti che possiede lo stanno corrompendo. Derrieri, spiegando a Elizabeth che il suo desiderio di vivere per Monspeet ha stimolato il suo ruolo nella Guerra Santa, rischia la vita nel suo piano per estrarre i comandamenti da Mael. Ma Tarmiel ferma il suo attacco e Mael sfrutta questo per schiacciare il cuore rimasto di Derieri e prendere il suo Comandamento dopo aver ferito a morte Sariel. Mael che entra in un bozzolo di luce per fondere i Comandamenti, emettendo fasci di luce oscura che vaporizzano Sariel e Tarmiel. Gowther decide quindi che combatterà contro Mael in modo da non perdere più i suoi amici. |                  |                   |
| 6  | Affronta la disperazione! 「絶望に立ち向かえ」 - Zetsubō ni Tachimukae | 17 febbraio 2021 | 28 giugno 2021    |
| 6  | Gowther affronta Mael per proteggere i suoi amici mentre Elizabeth guarisce le ferite di King, affiancato da Diane mentre Mael emerge in una nuova forma mentre usa i Comandamenti per sopraffare il gruppo con Oslo che si sacrifica per proteggere gli altri e Diane costretta a usare l'abilità speciale di Gideon Parafulmine, che causa la rottura del Teatro del Paradiso. La situazione cambia quando King si unisce alla lotta nella sua forma completamente potenziata di Re delle fate, permettendogli di sentire i pensieri caotici nel cuore di Mael mentre travolge l'Arcangelo con molteplici configurazioni di Lancia del Vero Spirito. |                  |                   |
| 7  | Speranza, conflitto e disperazione 「希望と葛藤と絶望」 - Kibō to Kattō to Zetsub | 24 febbraio 2021 | 28 giugno 2021    |
| 7  | Dopo il combattimento, King risparmia la vita a Mael poiché non ha intenzione di continuare il ciclo di vendetta. I Comandamenti iniziano a distruggere il corpo di Mael mentre Gowther usa l'Invasione per entrare nella sua mente e salvarlo, rivelando che il suo creatore ha scelto Mael perché ha ucciso la sua amante Glariza su cui si basa l'aspetto di Gowther. La rivelazione spinge Mael a eliminare i Comandamenti dal suo corpo e a salvare Gowther. Nel frattempo, a Camelot, Ludociel è in agonia a causa degli effetti persistenti dell'annullamento dell'incantesimo di memoria, mentre Zeldris non ne è influenzato poiché non ha mai considerato Estarossa come un fratello. Chandler e Cusack dicono quindi a Zeldris di fare un passo indietro mentre rivelano la loro vera natura come due metà del braccio destro del Re dei Demoni che è stato separato per un tentativo di ribellione, ognuno dei due che dà pensieri sinceri ai propri pupilli prima di fondersi di nuovo nel loro sé originale. |                  |                   |
| 8  | La porta della speranza 「希望への扉」 - Kibō e no Tobira | 3 marzo 2021     | 28 giugno 2021    |
| 8  | Sono passati sessant'anni in Purgatorio quando Meliodas, Ban e Wild hanno tentato fallito di sconfiggere il Re dei Demoni. Ma durante questi decenni di battaglie perse contro il Re dei Demoni, Ban imparò una nuova tecnica di guarigione invertendo gli effetti della sua abilità Strappare. Questo ispira Meliodas a far usare a Ban la sua tecnica sul Re Demone per indebolirlo, rivelando che la sua abilità inverte l'effetto di qualsiasi abilità usata su di lui. Il Re dei Demoni, essendosi annoiato di loro in precedenza, li loda per aver scoperto il suo segreto, ma si rifiuta di lasciarli fuggire attraverso il portale del mondo vivente mentre disattiva il suo potere mentre Ban usa sua nuova tecnica. Meliodas salva Ban e tiene a bada suo padre, il Re dei Demoni spiega che il corpo di Meliodas è diventato un degno erede senza che le sue emozioni lo ostacolino. Re dei Demoni sta per finire Meliodas quando Wild interviene con il suo estenuante Wild Full Throttle, facendo cadere Meliodas e Ban attraverso il portale mentre si lamenta di non essere in grado di vedere Hawk. Separandosi da Ban mentre si difende da suo padre, Meliodas risveglia un nuovo potere mentre ritorna nel suo corpo. Al ritorno nel mondo dei vivi, Ban dice a Elizabeth e agli altri di raggiungere Camelot mentre lui viaggia verso il luogo in cui Elaine sta aiutando i Cavalieri Sacri poiché ha raggiunto il suo limite. Ban arriva in tempo e la salva, usando Gift per resuscitare completamente Elaine a costo dell'immortalità. |                  |                   |
| 9  | Quello che si accumula 「集結するものたち」 - Shūketsu Suru Mono-tachi | 10 marzo 2021    | 28 giugno 2021    |
| 9  | Chandler e Cusack si fondono di nuovo nell'onnipotente Demone Originale, il cui ripristino dissolve la barriera di Meliodas. Il Demone Originale sconfigge Escanor nonostante l'aiuto di Merlin, schivando a malapena Chastiefol, che King può ora controllare da lontano mentre lo fa combattere contro Zeldris. All'interno del castello, un disperato Ludociel chiede a Hendrickson di portarlo da Mael, con Hendrickson che approfitta dello stato mentale dell'Arcangelo per usare l'Epurazione per espellere Ludociel dal corpo di Margaret. Hendrickson dice a Margaret di portare Gilthunder in salvo rimanendo indietro, offrendo a un furioso Ludociel il suo corpo per espiare le sue azioni passate. Gli altri Peccati sono vicini a Camelot quando percepiscono che i quattro Comandamenti che Mael ha espulso stanno raggiungendo la città prima di loro, chiamando a loro il Comandamento di Melascula mentre si fondono tutti nel bozzolo di Meliodas. Merlin realizza la loro unica possibilità di salvare Meliodas a questo punto lanciando Chrono Coffin sul bozzolo, il Demone Originale scaglia via Escanor prima di aiutare Zeldris a sopraffare Chastiefol. Ludociel vedendo che tutto questo è inutile, Hendrickson riesce a far uscire Ludociel dalla sua depressione per unirsi alla lotta, l'Arcangelo lo guarisce piuttosto che possedere il suo corpo prima di intercettare il Demone Originale. |                  |                   |
| 10 | Il salvataggio del sole 「太陽の救済」 - Taiyō no Kyūsai | 17 marzo 2021    | 28 giugno 2021    |
| 10 | Escanor viene sbalzato in lontananza dall'Impulso di Morte del Demone Originale, salvato da Mael a mezz'aria mentre lui, Elizabeth e gli altri Peccati si avvicinano a Camelot a tutta velocità. Escanor si rende conto che il suo corpo non è più in grado di resistere al potere della grazia e lo offre di nuovo a Mael per proteggere coloro a cui tiene. Mael accetta gradualmente e raggiunge Camelot dove si riunisce con Ludociel, offrendo a Zeldris la possibilità di ritirarsi e non interferire nei peccati, salvando Meliodas mentre sconfigge il Demone Originale. Zeldris si rifiuta di indietreggiare quando gli altri Peccati arrivano al fianco di Merlin, aiutando Mael a tenere Zeldris a bada per cinque minuti per permettere a Merlin di completare Chrono Coffin. Mentre l'incantesimo viene lanciato con successo, Hawk nota un buco in un bozzolo mentre tutti sentono un enorme potere oscuro con Elizabeth che percepisce la fonte dietro di lei: una versione adulta di Meliodas. |                  |                   |
| 11 | La persona che si ribella a un dio 「神と対峙する人」 - Kami to Taiji Suru Hito | 24 marzo 2021    | 28 giugno 2021    |
| 11 | Elizabeth si rende conto che la figura proviene dal bozzolo e in piedi davanti a loro non è Meliodas poiché si rivela essere il Re dei Demoni che possiede il corpo di Meliodas, rivelando che la "successione" con i Comandanti è in realtà un mezzo per acquisire un corpo più giovane da abitare per la sua anima. I Peccati affrontano il Re dei Demoni mentre si offre di spezzare la maledizione di Elizabeth, solo così può ucciderla brutalmente e vedere come reagirebbe Meliodas. King, Diane e Mael affrontano il Re dei Demoni mentre Merlin mette tutti gli altri nei Cubi Perfetti, solo per essere sopraffatti quando il Re dei Demoni attacca Hawk per averlo provocato. Ma Ban arriva in tempo per salvarlo, con l'intenzione di costringere il Re dei Demoni a uscire dal corpo di Meliodas. Nonostante abbia perso la sua immortalità, il tempo trascorso da Ban in Purgatorio lo ha reso più forte e resistente. Procede a sopraffarlo mentre Meliodas affronta suo padre nel mondo spirituale, con il Re dei Demoni che combatte i due su entrambi i fronti prima di riuscire a riprendere il controllo ingannando suo figlio credendo di aver ucciso Elizabeth. Ban inizia a perdere, con gli altri che non riescono a raggiungere Meliodas prima che Gowther dica a tutti che ha un piano, il gruppo entra nel regno degli spiriti per aiutare Meliodas. |                  |                   |
| 12 | Saremo tutti la tua forza 「みんながキミの力になる」 - Minna ga Kimi no Chikara ni Naru | 31 marzo 2021    | 28 giugno 2021    |
| 12 | Elizabeth e gli altri si fanno strada nel mondo degli spiriti mentre Meliodas sta perdendo conoscenza. Il Re dei Demoni tenta di distruggerli quando Meliodas respinge i suoi attacchi e infligge danni con piccole sfere oscure. Meliodas afferma che poiché l'esistenza e le emozioni dei suoi amici gli hanno dato forza, il Re dei Demoni ha perso ogni possibilità di sconfiggerlo. Mael e Ludociel aiutano Ban a impedire al Re dei Demoni di attaccare Elizabeth e gli altri nel mondo fisico mentre vengono raggiunti da Zeldris, che vuole che il Re dei Demoni non interferisca nel suo accordo con Meliodas. Il Re dei Demoni ammette di essere a conoscenza dei sentimenti di Zeldris per Gelda prima di mandarlo a eliminare i vampiri e di averlo tenuto in vita a causa della sua lealtà, revocando il potere che aveva prestato a suo figlio per infliggere una ferita mortale. Tornato nel mondo degli spiriti, King che riconosce l'attacco Trillion Dark del suo capitano come il prodotto del loro addestramento a Istar, Meliodas saluta i suoi amici prima di sconfiggere suo padre mentre gli altri combinano attacchi per esorcizzare il Re dei Demoni dal corpo di Meliodas. |                  |                   |
| 13 | La fine di un lungo viaggio 「永き旅の終着」 - Nagaki Tabi no Shūchaku | 7 aprile 2021    | 23 settembre 2021 |
| 13 | Nonostante la vittoria dei Sette Peccati Capitali contro il Re dei Demoni, con i demoni minori che si ritirano, Ludociel non è in grado di mantenere la sua forma fisica e svanisce mentre Elizabeth lo ringrazia e gli augura di trovare la pace. Inoltre, i Peccati temono che non ci sia più modo di porre fine alla maledizione di Elizabeth con i Comandamenti prima che Meliodas riveli di aver acquisito il potere di porre fine alle loro maledizioni. Dopo che Meliodas ha onorato la sua promessa a Zeldris di liberare Gelda dal suo sigillo a Edimburgo, il gruppo torna a Liones per festeggiare con i loro alleati. Ma Ban vede attraverso Meliodas mentre si dirigono sul balcone e si godono le stelle dopo essere stati bloccati in Purgatorio per 1.000 anni, si rende conto che Meliodas si è risvegliato come Re dei demoni e non sarà in grado di rimanere in Britannia. |                  |                   |
| 14 | Addio, Sette Peccati Capitali 「さよなら〈七つの大罪〉」 - Sayonara〈Nanatsu no Taizai〉 | 14 aprile 2021   | 23 settembre 2021 |
| 14 | Una serie di strani eventi meteorologici si verificano quando Ban spiega a Elaine che il mondo sta cercando di respingere Meliodas a causa della minaccia che il suo potere rappresenta sul suo equilibrio, non avendolo detto agli altri nonostante sapesse che stavano iniziando a sospettare. Il giorno successivo, il gruppo si dirige a raccogliere rifornimenti per il Boar’s Hat, dove gli altri finalmente parlano della partenza di Meliodas per il Mondo dei Demoni. Più tardi, Elizabeth rifiuta la richiesta di Batra di succedergli in modo da poter partire con Meliodas tra lo stupore di tutti. Ma il giorno in cui Meliodas ed Elizabeth stavano per partire, una grande roccia sembra schiacciare quest'ultima. |                  |                   |
| 15 | Fratelli destinati 「宿命の兄弟」 - Shukumei no Kyōdai | 21 aprile 2021   | 23 settembre 2021 |
| 15 | Merlin salva Elisabeth mentre Meliodas si ritrova incapace di dissipare la sua maledizione, rendendosi conto che il Re dei demoni è ancora vivo mentre lui ed Elisabeth fingono come sia possibile dal momento che i Comandamenti non sono in grado di possedere nessun altro essere senza distruggerli. Fu rivelato che giorni prima che il Demone Originale fosse stato separato dall'attacco di Mael, che Cusack aveva ucciso Chandler prima di portare via Zeldris e i Comandamenti senza essere notato. Cusack procede a fondere i Comandamenti all'interno del corpo di Zeldris per renderlo il nuovo Re dei demoni, dopo questo viene ucciso da quest'ultimo, è il Re dei Demoni evoca un'Indura per impedire ai Peccati di fermarlo mentre riacquista il suo pieno potere al Lago Salisbury. Mentre Gowther, Ban, King e Diane combattono l'Indura mentre Escanor e Hawk allertano Liones, Meliodas ed Elizabeth partono da soli per salvare Zeldris mentre quest'ultimo viene ingannato dal Re dei demoni facendogli credere che i Peccati abbiano ucciso Gelda. |                  |                   |
| 16 | La battaglia finale 「最終戦争」 - Saishū Sensō | 28 aprile 2021   | 23 settembre 2021 |
| 16 | Mentre Meliodas ed Elizabeth combattono il Re dei Demoni, gli altri Peccati combattono l'Indura mentre Merlin dà a Ban Il suo tesoro sacro per eliminare la progenie della creatura. Solo uno fugge e appare a Liones mentre Escanor, nonostante non abbia più il suo potere, quasi si fa uccidere proteggendo i Cavalieri Sacri quando Mael finalmente risponde alle sue suppliche e interviene. Escanor quindi convince Mael a donargli di nuovo la grazia, sapendo che lo ucciderà mentre intende rischiare la vita per salvare i suoi amici. Nel frattempo, la presa del Re dei Demoni sul corpo di Zeldris diventa più forte mentre assume potere dal lago, mentre gli altri Peccati arrivano a sostenere Meliodas. |                  |                   |
| 17 | La voce che ti chiama 「キミの名を呼ぶ声」 - Kimi no Na o Yobu Koe | 5 maggio 2021    | 23 settembre 2021 |
| 17 | Diane usa il suo potere per separare il Re dei Demoni da Salisbury in modo che lui non ne sottragga il potere. Con Escanor che si unisce alla mischia, Meliodas e Gowther usano l'abilità di quest'ultimo per entrare nella mente di Zeldris e confermare i suoi precedenti sospetti sul fatto che la Gelda prima di lui fosse un'illusione del Re dei Demoni. Quest'ultimo crea altre illusioni, ma la vera Gelda arriva nel paesaggio mentale dopo aver ingerito il sangue di Zeldris con Meliodas che affida a suo fratello minore il compito di affrontare la sua battaglia mentre torna nel mondo fisico poiché è mezzogiorno. |                  |                   |
| 18 | Il re canta solo 「王は孤独に歌う」 - Ō wa Kodoku ni Utau | 12 maggio 2021   | 23 settembre 2021 |
| 18 | Escanor assume il suo stato di Unico mentre lui e il Re dei Demoni si scambiano colpi, ma il potere di Escanor non diminuisce dopo che è passato un minuto quando Meliodas si rende conto che Escanor sta convertendo la sua stessa forza vitale per mantenere il suo stato. Spronato dai ricordi di quando si è unito per la prima volta ai Peccati, Escanor è deciso a dare la sua vita nella sua forma The One: Ultimate prima che gli altri Peccati intervengano e lo convincano a lasciare che anche loro diano la vita per lui e l'uno per l'altro. |                  |                   |
| 19 | La lotta 「あがき」 - Agaki | 19 maggio 2021   | 23 settembre 2021 |
| 19 | Escanor usa The One: Ultimate per continuare a combattere il Re dei Demoni e accetta gradualmente l'aiuto degli altri Peccati mentre iniziano un attacco congiunto contro il Re dei Demoni. Allo stesso tempo, Zeldris riesce a riprendere il controllo del suo corpo e cancella i Comandamenti con Ban che impedisce loro di possederlo. Ma i Comandamenti epurati si infondono nell'area circostante per creare un vaso per il Re dei Demoni della Britannia stessa. Ma i Peccati non si scoraggiano e si preparano a sconfiggere il Re dei Demoni una volta per tutte. |                  |                   |
| 20 | Nemici mortali 「倶に天を戴かず」 - Tomo ni Ten o Itadakazu | 26 maggio 2021   | 23 settembre 2021 |
| 20 | I Sette Peccati Capitali caricano il Re dei Demoni, immobilizzati brevemente prima che Merlin rimuova i loro limiti. I Peccati lanciano un attacco di gruppo con Meliodas che lo amplifica con contrattacco per uccidere direttamente il Re dei Demoni senza danneggiare la Britannia. Nei suoi ultimi momenti, il Re dei Demoni appare nella mente di Meliodas per avvertirlo che si pentirà di averlo ucciso poiché deve essere consapevole di ciò che ha incitato ponendo fine al ciclo di luce e oscurità. Dopo aver spiegato a Zeldris di aver usato le acque del lago Salisbury per assorbire l'eccesso di potenza dell'attacco, Meliodas viene avvisato da Diane che i Comandamenti sono ancora lì. Merlin spiegando che il Re dei Demoni può essere rianimato in decenni o secoli, Meliodas distrugge i Comandamenti sacrificando i suoi poteri di re demone per lo stupore di Zeldris. Rifiutando l'offerta di Meliodas di unirsi ai Peccati per un drink celebrativo nonostante il loro legame fraterno sia stato ripristinato, Zeldris parte con Gelda. Ma la vittoria del gruppo diventa agrodolce quando il corpo di Escanor inizia a bruciare. Non avendo rimpianti, Escanor diede parole d'addio a ciascuno dei Peccati e a Mael prima di confessare finalmente il suo amore a Merlin e sarebbe rimasto al suo fianco indipendentemente dalle sue intenzioni. Dopo che Merlin riceve ustioni per averlo baciato in modo che non venga mai dimenticato, Escanor recita le sue ultime parole sotto forma di poesia prima di morire. |                  |                   |
| 21 | Quello che la maga ha sempre voluto 「魔女が求め続けたもの」 - Majo ga Motome Tsuzuketa Mono | 2 giugno 2021    | 23 settembre 2021 |
| 21 | Mentre brindano alla memoria di Escanor mentre si chiedono cosa sarebbe diventato il mondo senza gli dei, Gilthunder, Howzer e Griamore ricevono una visita a sorpresa da Vivian che annuncia che la fine dell'equilibrio tra luce e oscurità segna l'inizio dell'Era del Caos. Rivela a Gilthunder di essersi innamorata di Dreyus quando ha fatto in modo che Henrickson le salvasse la vita quando Ludociel l'ha ferita, Vivian spiega di aver sentito parlare del Caos da Merlin. Mentre Merlin esprime la sua intenzione di evitare che le sue ustioni guariscono per ricordare la memoria di Escanor, riporta i Peccati al Lago Salisbury dove immerge il corpo di Artù nelle sue acque, resuscitandolo come Re del Caos prima che attacchi Meliodas con l'impressione che sia ancora in combutta con i demoni. Merlin calma Artù quando i suoi poteri influenzano l'area, spiegando degli eventi che sono seguiti dopo la sua morte e che Artù è diventato il ricettacolo di un'entità che ha plasmato il loro mondo: il Caos. Quando Meliodas chiede risposte, un essere all'interno di Salisbury noto come la Signora del Lago rivela che Merlin ha nascosto la sua missione agli altri. Sollevato come arma contro le razze dei Demoni e delle Dee, Merlin cercò di riempire il vuoto del suo cuore per l'incapacità di Meliodas di ricambiare i suoi sentimenti per lui. Alla fine venne a conoscenza del Caos e di come avesse creato il Re dei Demoni e la Dea Suprema insieme alle altre razze, con l'Umanità la sua più grande creazione prima di essere sigillata dai due Dei in modo che potessero governare il mondo in un'alleanza traballante.                                                                                |                  |                   |
| 22 | Il sapore del caos 「混沌の一端」 - Konton no Ittan | 9 giugno 2021    | 23 settembre 2021 |
| 22 | La Signora del Lago rivela che Merlin ha manipolato gli eventi della Guerra Santa per rimuovere la Dea Suprema arruolando l'artigiano gigante Dubs e successivamente assemblando i Peccati per distruggere il Re dei Demoni al fine di distruggere completamente il sigillo delle divinità. Dian si rifiuta di accettare questo prima che la Signora riveli che Merlin ha intenzionalmente ritardato il suo incantesimo Chrono Coffin sul bozzolo di Meliodas e poi ha brevemente riattivato la maledizione di Elisabeth per forzare gli eventi che hanno portato alla morte del Re dei Demoni. Furioso per la rivelazione, Meliodas rimprovera Merlin per averli usati per far rivivere un essere mitologico prima che la Signora riveli che il Caos esiste e che ha risieduto all'interno del costrutto di muschio che conoscono come la Madre di Hawk. Il Caos aveva lasciato il suo vascello e ora risiede all'interno di Arthur. Cath emerge dal Boar Hat e attacca improvvisamente Arthur, mangiando il suo braccio mozzato prima di trasformarsi in un mostro. La Signora rivela la vera identità di Cath come Cath Palug, un'eterna incarnazione della natura distruttiva del Caos che ha protetto Artù solo per mangiare l'umano una volta diventato il Re del Caos per prendere il potere per sé. Cath tenta di mangiare Artù, solo per essere apparentemente distrutta dopo che l'umano manifesta Excalibur dopo aver accettato la bestia come sua nemica. Merlin procede a curare le ferite di Artù dopo aver teletrasportato gli altri Peccati ed Elizabeth a Liones. Mentre il gruppo discute della rivelazione e delle motivazioni della loro compagna, Merlin decide di proteggere Artù mentre Cath ritorna nella sua vera forma. |                  |                   |
| 23 | Un regno eterno 「永遠の王国」 - Eien no Ōkoku | 16 giugno 2021   | 23 settembre 2021 |
| 23 | Artù agisce contro i desideri di Merlin per aiutarla a combattere Cath, che procede a spezzarlo rivelando la distruzione di Camelot. Gli altri Peccati arrivano in tempo per salvare Artù, Meliodas informa Merlin che deve assumersi la responsabilità di Artù mentre lui e gli altri si assumeranno il compito di proteggerli. Ma il gruppo scopre che Cath è al di là della vita e della morte e che intende usare il Caos per distruggere tutto, la bestia li mette in un futuro desiderato con la battaglia senza speranza fino a quando Arthur decide che mangiare Cath è l'unico modo per sconfiggerlo. Arthur manifesta un wormhole simile a una bocca per Chaos per trascinare Cath, che inizialmente lotta mentre tenta di spezzare lo spirito di Arthur prima di sottomettersi al suo destino dopo aver sentito l'intenzione del giovane di ricostruire Camelot come un "regno eterno" dove nessuno soffre. Con il mondo restaurato e Artù che ritrova il frammento preso da Cath, Meliodas e gli altri Peccati offrono il loro sostegno ad Artù. Nota: Il film The Seven Deadly Sins: Cursed by Light si svolge dopo questo episodio in cui i personaggi affrontano Dahlia, Dubs e la Dea Suprema. |                  |                   |
| 24 | Eredi 「継がれゆくもの」 - Tsugare Yuku Mono | 23 giugno 2021   | 23 settembre 2021 |
| 24 | Con la minaccia del Re dei Demoni e di Cath finita, inizia finalmente un'era di pace in Britannia quando Merlin rimane con Artù per aiutarlo a ricostruire Camelot mentre aiuta Hawk a tornare in Purgatorio dove si riunisce con Wild. Gli altri Peccati partono per Liones prima di prendere strade separate: Diane e King pianificano il loro matrimonio nella Foresta del Re delle Fate mentre Gowther, Ban ed Elaine partono per i loro rispettivi viaggi. Meliodas ed Elizabeth si imbarcano anche per vedere i luoghi in cui quest'ultima ha vissuto nelle sue vite passate, accettando la proposta di Bartra di succedergli nel regno di Liones. Nell'anno che seguì, i Cavalieri Sacri ripresero i loro doveri di protettori della Britannia, mentre alcuni dei loro membri si dimisero. Un decennio dopo, i Peccati si riuniscono durante il compleanno del figlio di Meliodas ed Elizabeth, Tristan, che a sentito dalle voci su di loro prima di venire a conoscenza della vera storia del gruppo. Il giorno seguente, mentre si allena con suo padre, Tristan esprime la sua determinazione a diventare un Cavaliere Sacro come i Sette Peccati Capitali. |                  |                   |

## Pubblicazioni
Gli episodi dell'anime di The Seven Deadly Sins - Nanatsu no taizai sono stati raccolti in nove volumi BD/DVD, distribuiti in Giappone per il mercato home video a partire dal 28 gennaio 2015.

### The Seven Deadly Sins
| Volume | Episodi | Data di pubblicazione |
| ------ | ------- | --------------------- |
| 1      | 1–3     | 28 gennaio 2015       |
| 2      | 4–6     | 25 febbraio 2015      |
| 3      | 7–9     | 25 marzo 2015         |
| 4      | 10–12   | 22 aprile 2015        |
| 5      | 13–15   | 27 maggio 2015        |
| 6      | 16–18   | 24 giugno 2015        |
| 7      | 19–20   | 22 luglio 2015        |
| 8      | 21–22   | 26 agosto 2015        |
| 9      | 23–24   | 23 settembre 2015     |

### The Seven Deadly Sins - Signs of Holy War
| Volume | Episodi | Data di pubblicazione |
| ------ | ------- | --------------------- |
| 1      | 1–2     | 26 ottobre 2016       |
| 2      | 3-4     | 23 novembre 2016      |

### The Seven Deadly Sins - Revival of The Commandments
| Volume | Episodi | Data di pubblicazione |
| ------ | ------- | --------------------- |
| 1      | 1–3     | 25 aprile 2018        |
| 2      | 4–6     | 30 maggio 2018        |
| 3      | 7–9     | 27 giugno 2018        |
| 4      | 10–12   | 25 luglio 2018        |
| 5      | 13–15   | 29 agosto 2018        |
| 6      | 16–18   | 26 settembre 2018     |
| 7      | 19–20   | 24 ottobre 2018       |
| 8      | 21–22   | 28 novembre 2018      |
| 9      | 23–24   | 26 dicembre 2018      |